# Dzielnica Zachodnia
Dzielnica Zachodnia – jedna z czterech dzielnic miasta Wejherowa, obejmująca zachodnie tereny miasta.

## Podział na osiedla

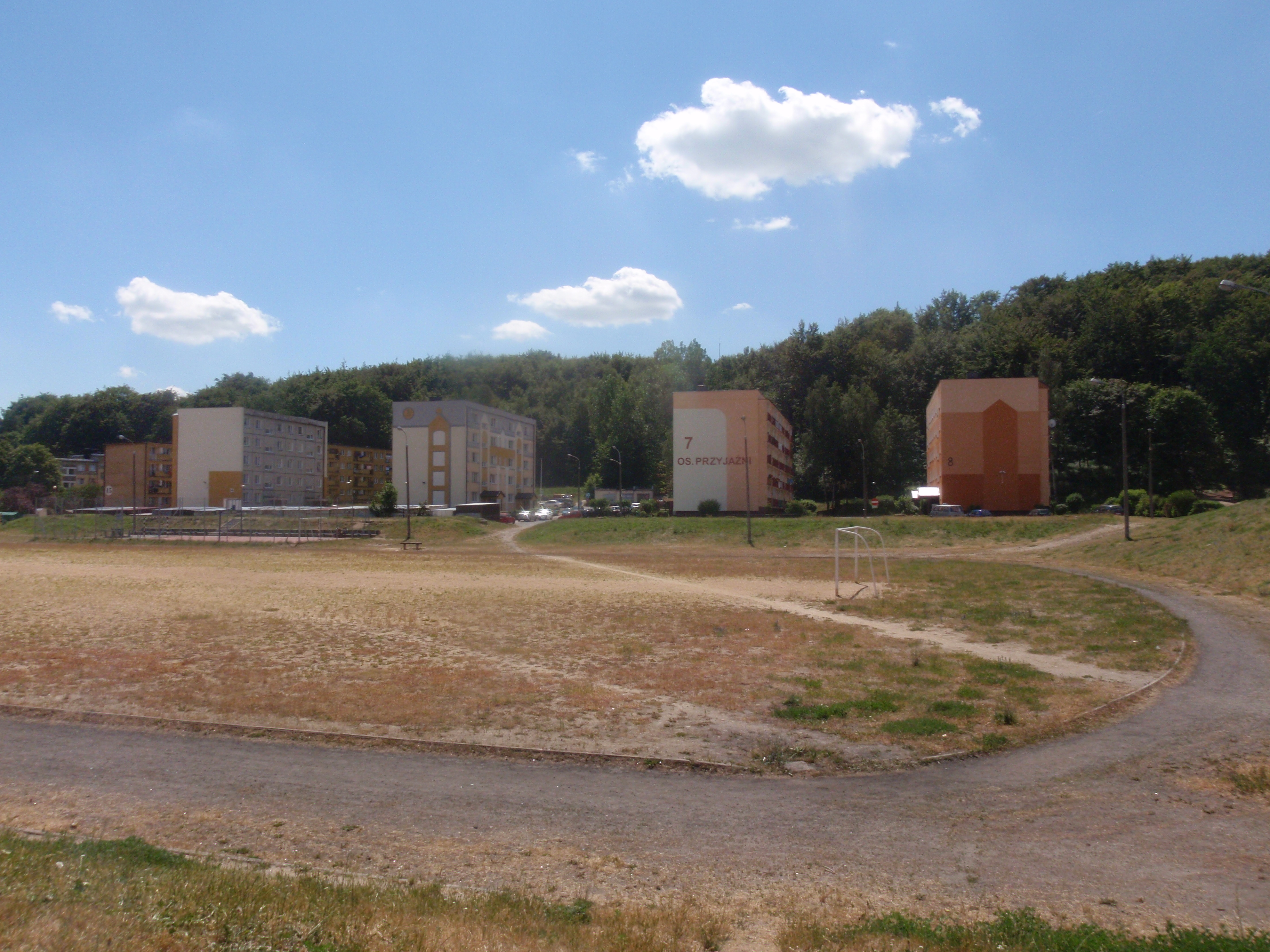
Osiedle Przyjaźni w Wejherowie, na pierwszym planie Boisko Wejherowskiego Towarzystwa Krzewienia Kultury Fizycznej

Dzielnica Zachodnia składa się z następujących osiedli:
- Osiedle 1000-lecia Państwa Polskiego
- Osiedle Harcerskie
- Osiedle Przyjaźni (dawniej Osiedle Przyjaźni Polsko-Radzieckiej)
- Osiedle Sucharskiego
- Osiedle Sobieskiego
- Osiedle Sobieskiego II
- Osiedle Leśna Kraina

## Edukacja
W dzielnicy znajdują się następujące placówki oświatowe:

### Przedszkola
- Przedszkole Samorządowe nr 1 im. Zaczarowanego Ołówka w Wejherowie
- Niepubliczne Przedszkole "Słoneczne Przedszkole" w Wejherowie – ul. Jana III Sobieskiego 340
- Przedszkole Niepubliczne Edukacyjno-Sportowe "Mapeciaki" w Wejherowie – ul. Jana Kotłowskiego 2A
- Niepubliczne Przedszkole Zgromadzenia Sióstr Zmartwychwstania Pańskiego im. błogosławionej Siostry Alicji Kotowskiej w Wejherowie – ul. Bukowa 1A
- Przedszkole Niepubliczne Przyjaciele Kubusia Puchatka w Wejherowie – ul. Harcerska 23A

### Ośrodki szkolno-wychowawcze
- Ośrodek Szkolno-Wychowawczy nr 2 dla Niesłyszących i Słabosłyszących im. Jana Siestrzyńskiego w Wejherowie – ul. Jana III Sobieskiego 277C

### Zespoły kształcenia specjalnego
- Powiatowy Zespół Kształcenia Specjalnego w Wejherowie – ul. Jana III Sobieskiego 279

### Szkoły podstawowe
- Szkoła Podstawowa nr 9 im. gen. Józefa Wybickiego w Wejherowie – Osiedle 1000-lecia Państwa Polskiego 15

### Zespoły szkół
- Powiatowy Zespół Szkół Policealnych im. Zdzisława Kieturakisa
- Powiatowy Zespół Szkół nr 1 w Wejherowie – ul. Bukowa 1
- Powiatowy Zespół Szkół nr 4 im. Jakuba Wejhera w Wejherowie – ul. Jana III Sobieskiego 344

### Szkoły wyższe
- Kaszubsko-Pomorska Szkoła Wyższa w Wejherowie – ul. Dworcowa 7

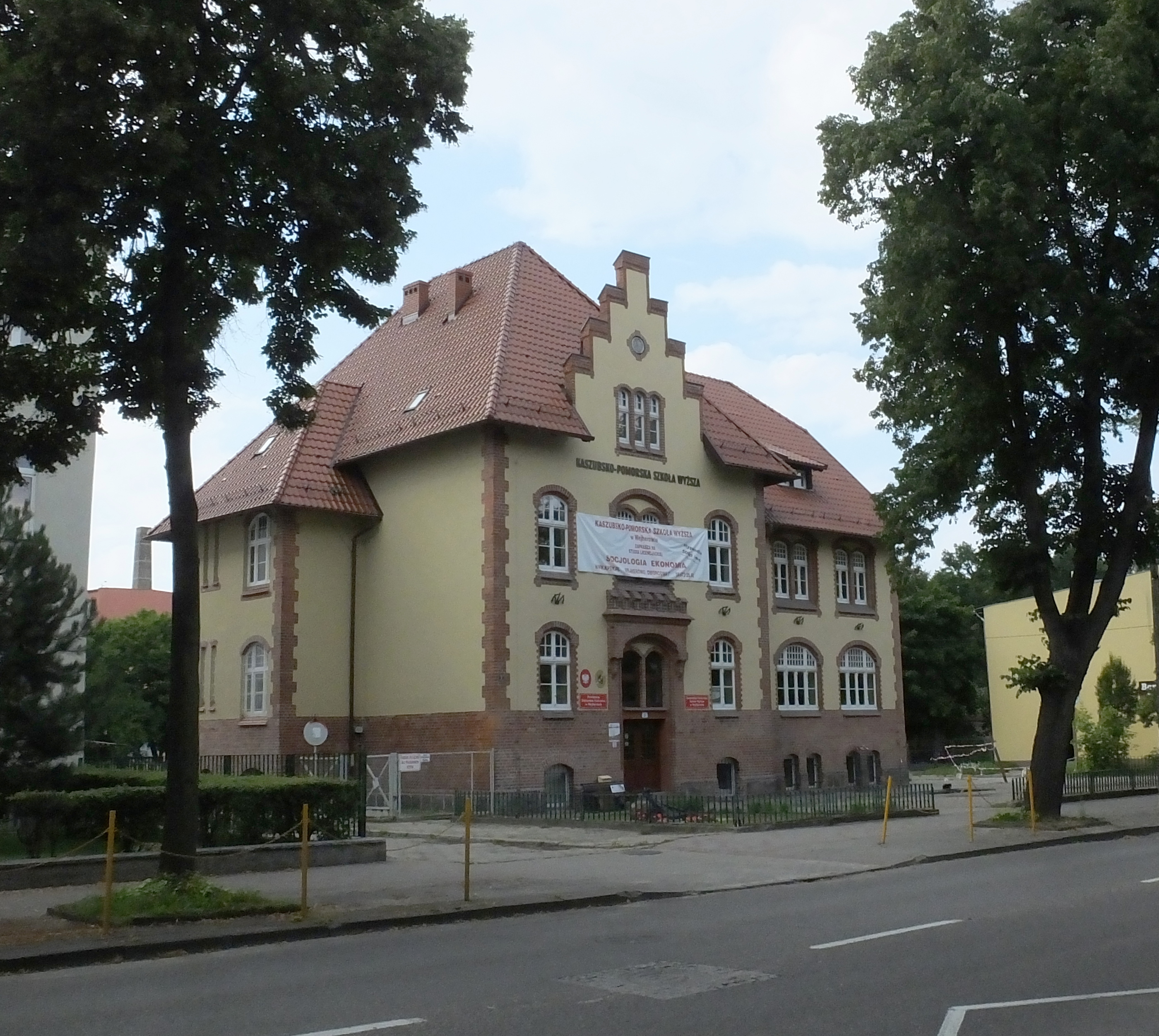
Kaszubsko-Pomorska Szkoła Wyższa w Wejherowie

## Kultura

### Wejherowskie Centrum Kultury
Centrum zlokalizowane jest przy ulicy Jana III Sobieskiego 255 i stanowi największą instytucję kulturalną w Wejherowie. Nowy gmach centrum powstał w latach 2010-2013 w miejscu dawnego "Domu Partii".

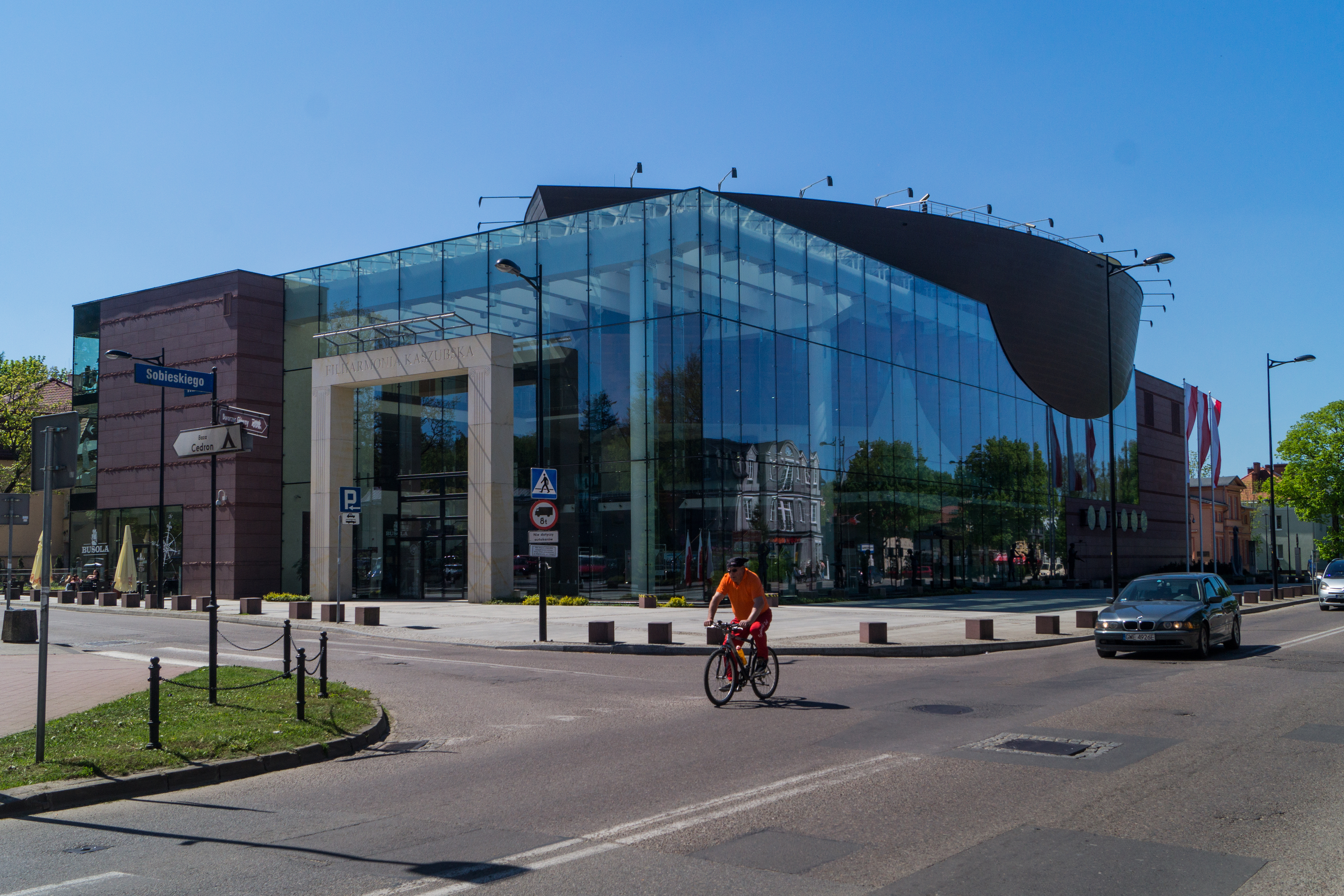
Widok na budynek Wejherowskiego Centrum Kultury – Filharmonii Kaszubskiej od strony skrzyżowania ulic Jana III Sobieskiego i Generała Józefa Hallera
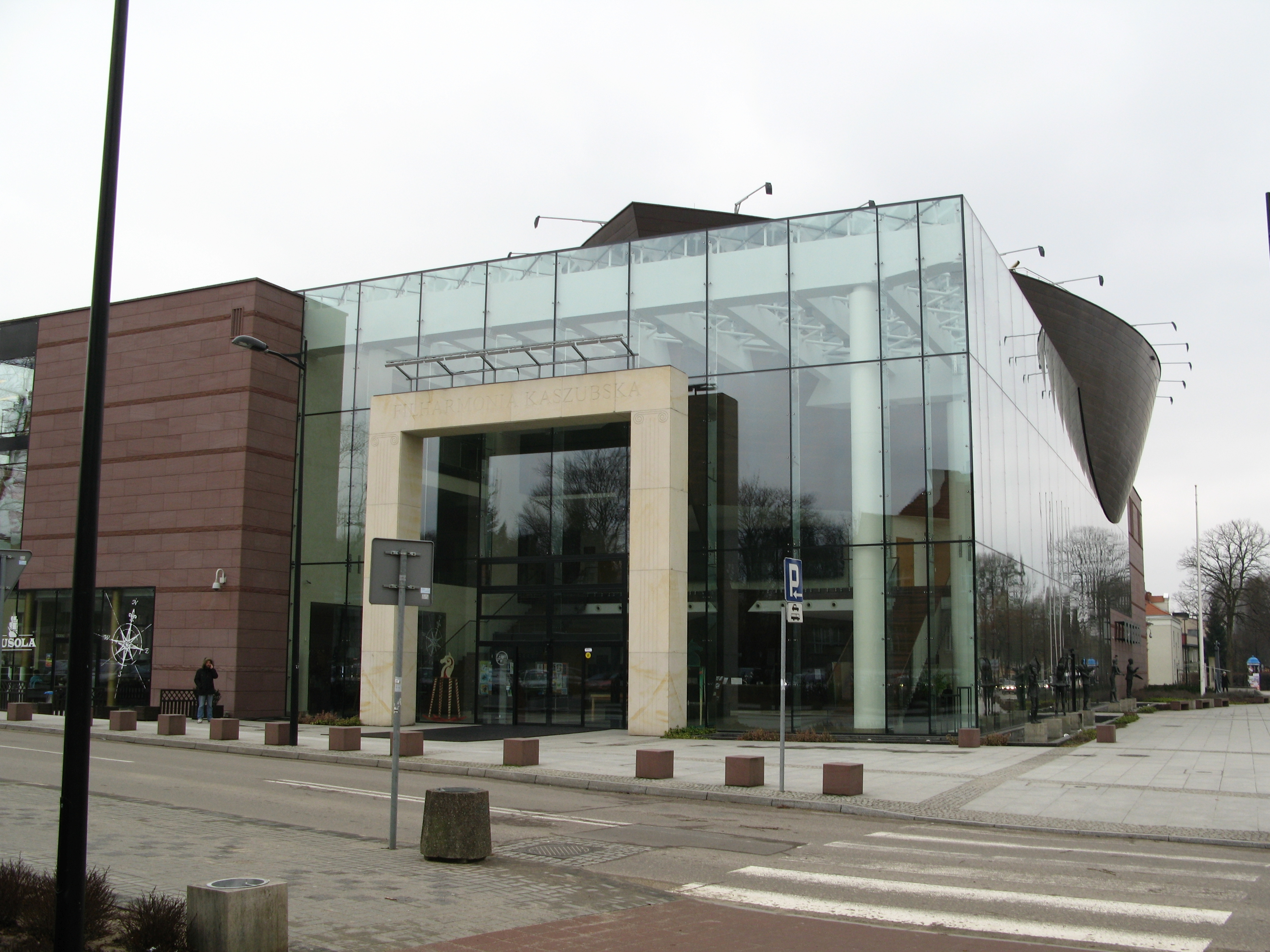
Wejherowskie Centrum Kultury – widok z promenady wzdłuż ulicy Jana III Sobieskiego
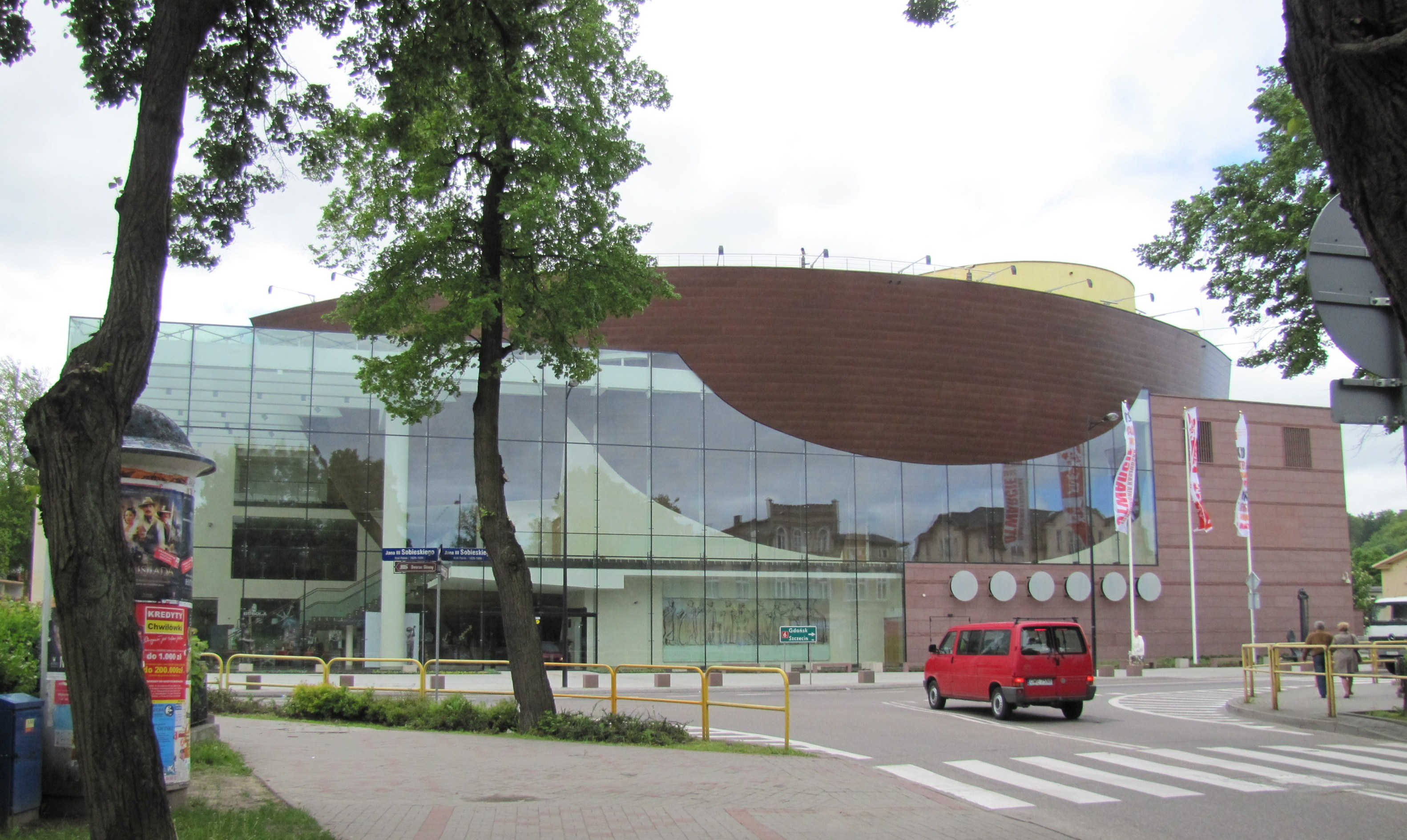
Wejherowskie Centrum Kultury widziane od strony ulicy Dworcowej
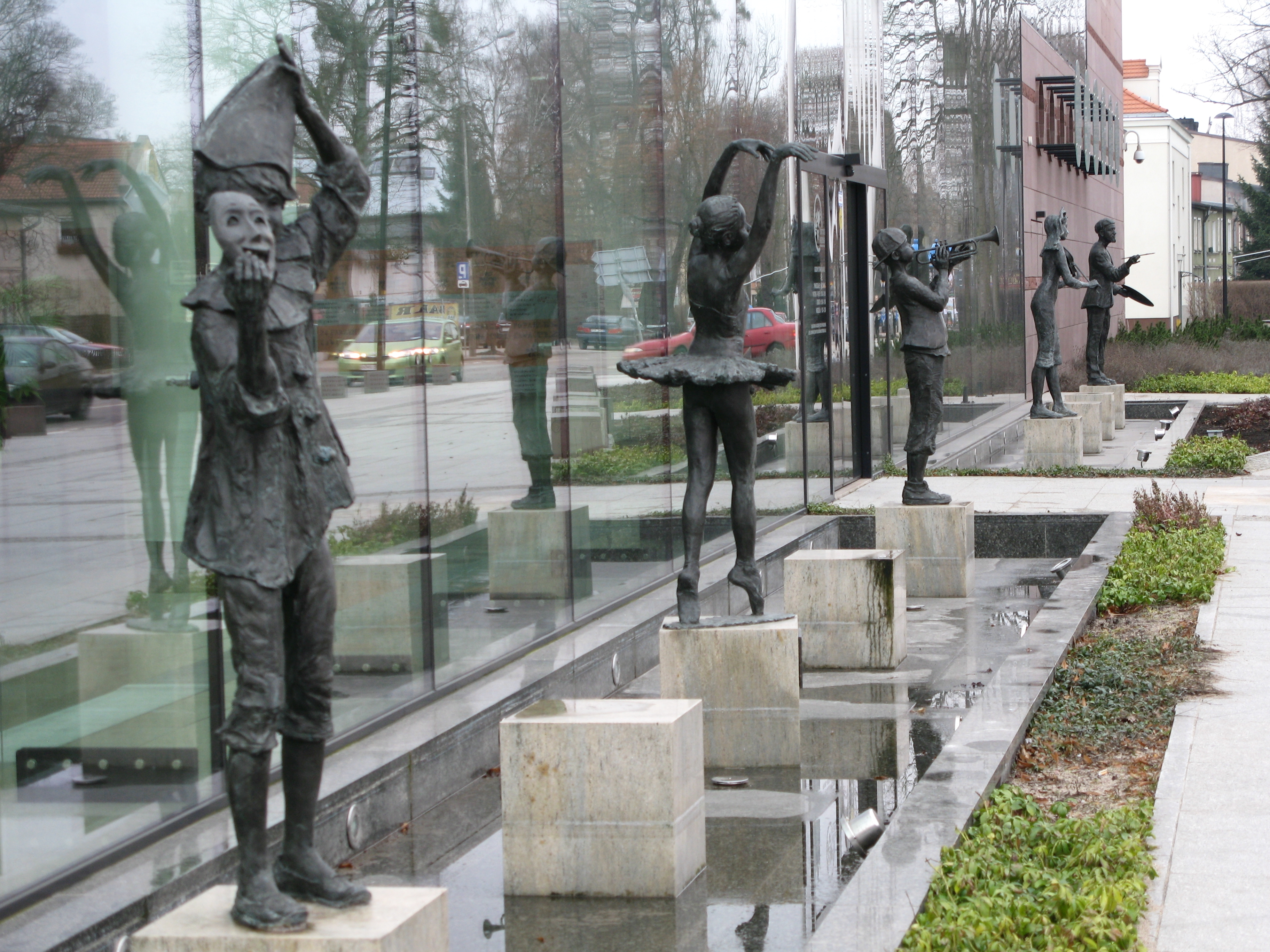
Rzeźby przed gmachem Wejherowskiego Centrum Kultury
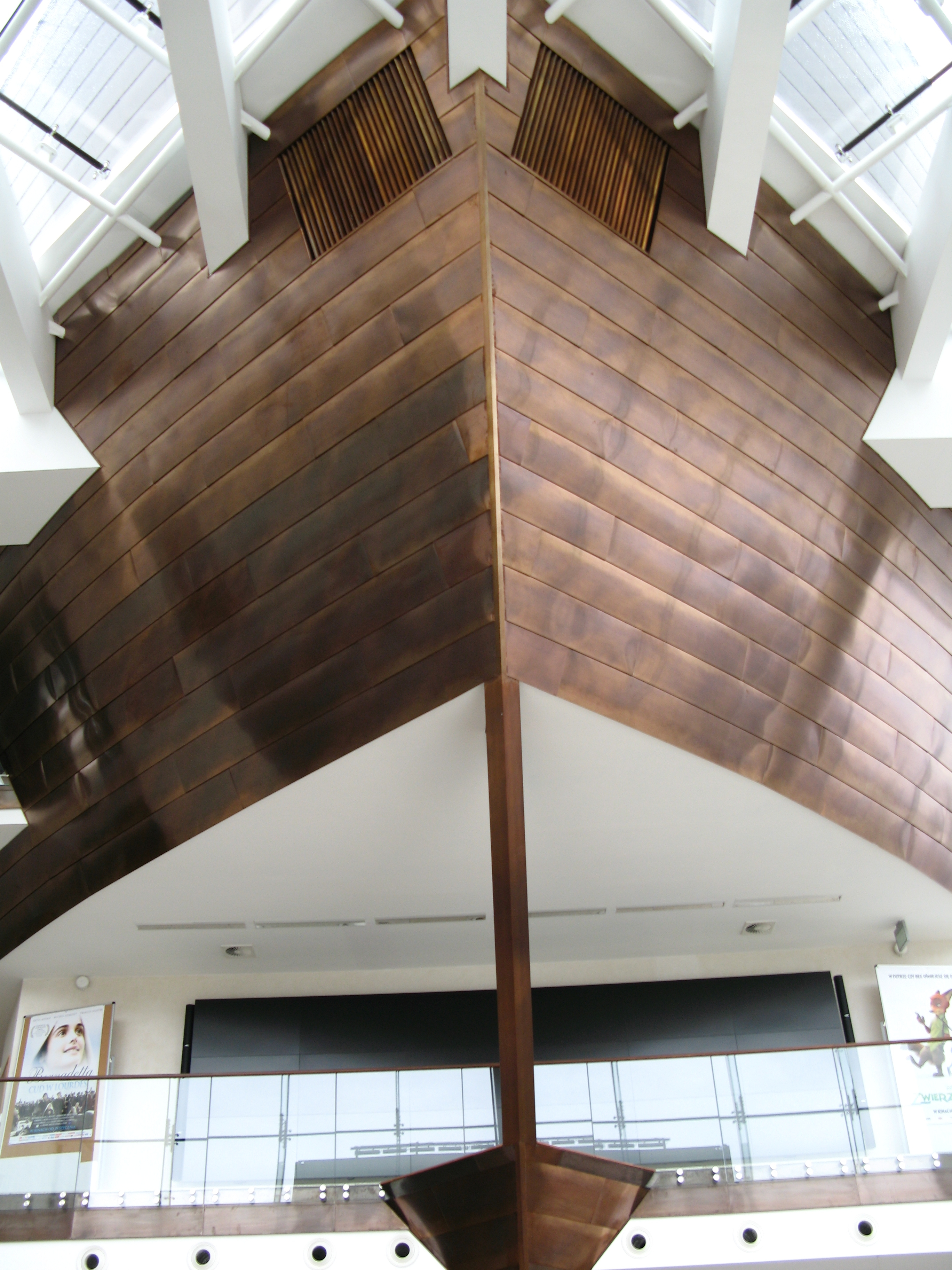
Wnętrze Wejherowskiego Centrum Kultury

### Biblioteki
- Powiatowa Biblioteka Publiczna w Wejherowie – ul. Dworcowa 7

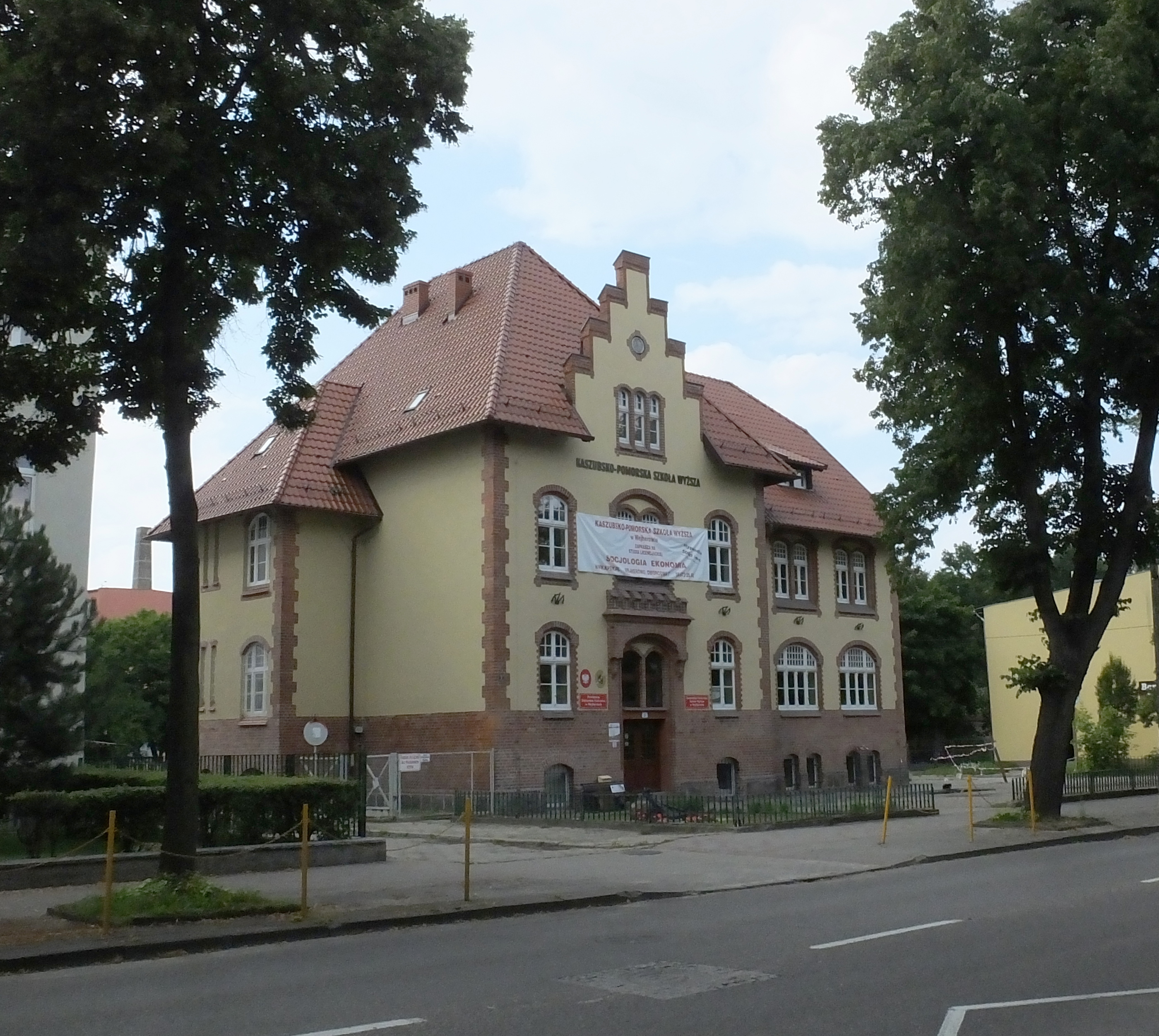
Powiatowa Biblioteka Publiczna w Wejherowie

## Urzędy
Filia Urzędu Pocztowego Wejherowo 1 – ul. Harcerska 10
Urząd Skarbowy w Wejherowie – ul. Jana III Sobieskiego 346
Prokuratura Rejonowa w Wejherowie – ul. Generała Józefa Hallera 21

## Służba zdrowia
Niepubliczny Zakład Opieki Zdrowotnej "Bukowa" Sp. z o.o. – ul. Bukowa 2A

## Religia

### Parafie

#### Rzymskokatolicka parafia personalna Wojska Polskiego pw. Św. Wojciecha
Dekretem biskupa polowego Wojska Polskiego ks. gen. bryg. dr. Józefa Guzdka z dniem 1 października 2016 roku została erygowana Parafia Wojskowa w Wejherowie. Jej proboszczem został ks. por. Adam Tur. Nabożeństwa odbywają się w kaplicy na terenie jednostki wojskowej w Wejherowie przy ulicy Jana III Sobieskiego 277. Cywile również mogą brać udział w nabożeństwach.

### Cmentarze

#### Cmentarz dawnego szpitala psychiatrycznego

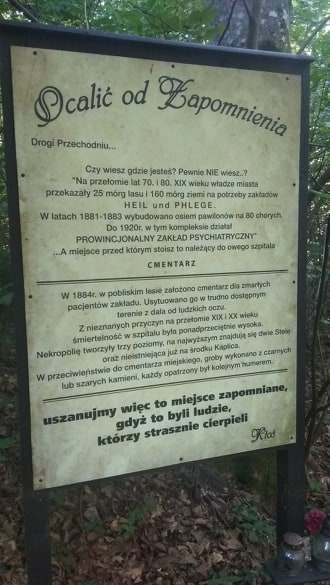
Tablica informacyjna na terenie cmentarza dawnego szpitala psychiatrycznego w Wejherowie

### Kapliczki

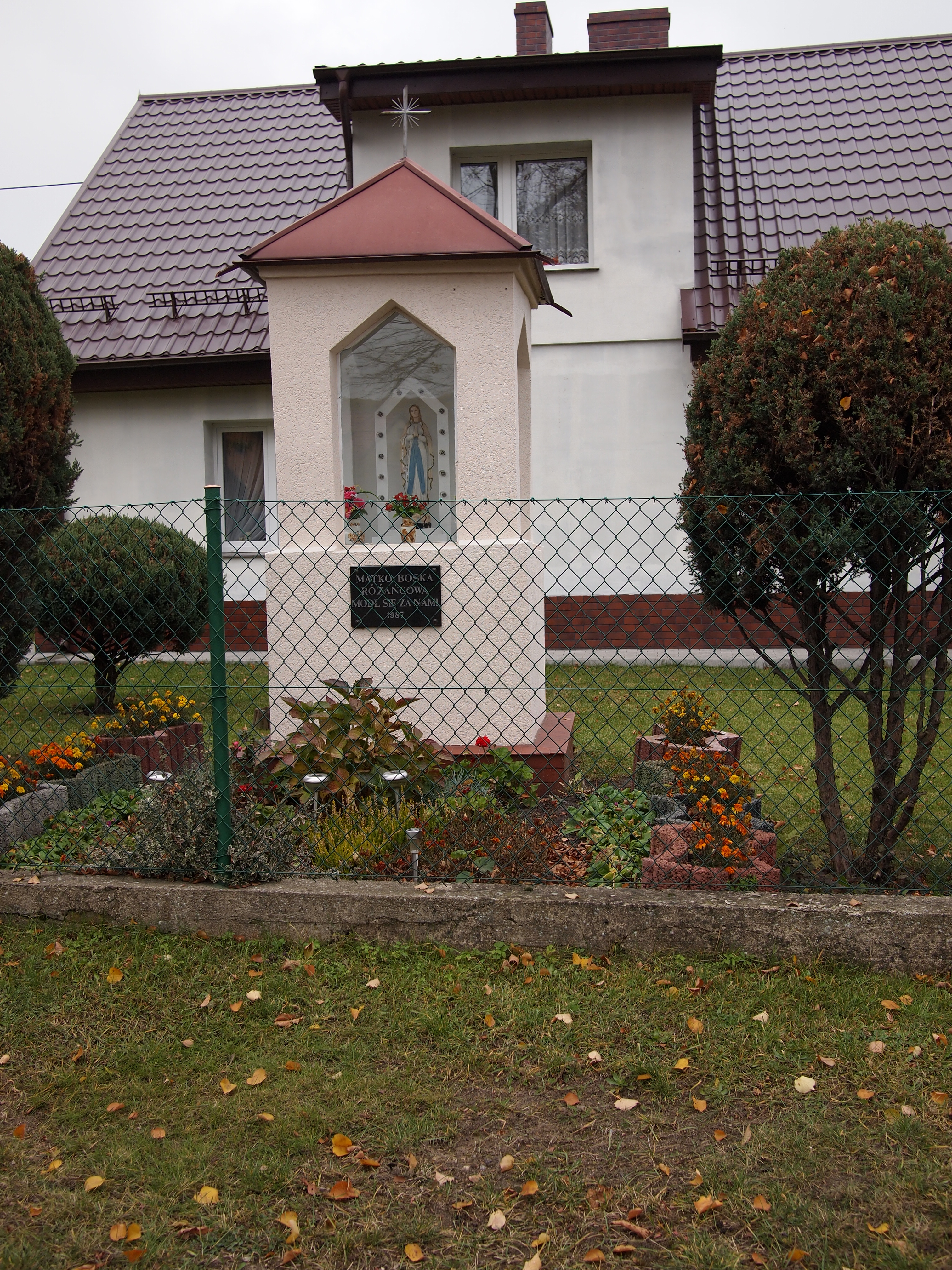
Przydrożna kapliczka – ul. Majora Henryka Sucharskiego 13

## Jednostki wojskowe

### 18 Wojskowy Oddział Gospodarczy
Obie jednostki są zlokalizowane pod tym samym adresem, to jest ulica Jana III Sobieskiego 277 w miejscu dawnego szpitala psychiatrycznego.

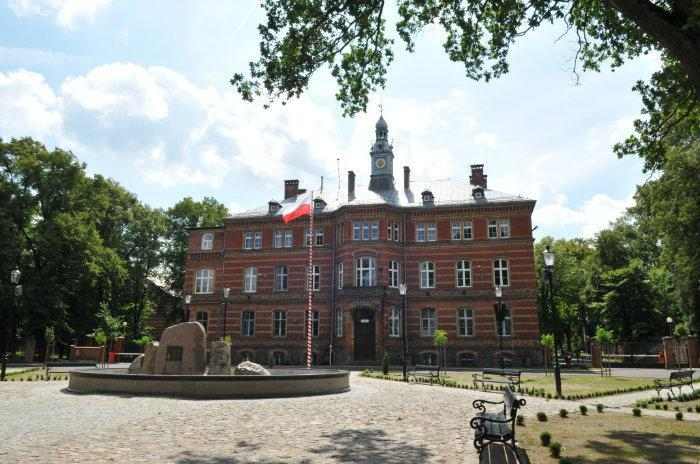
Skwer przed budynkiem głównym jednostki wojskowej w Wejherowie
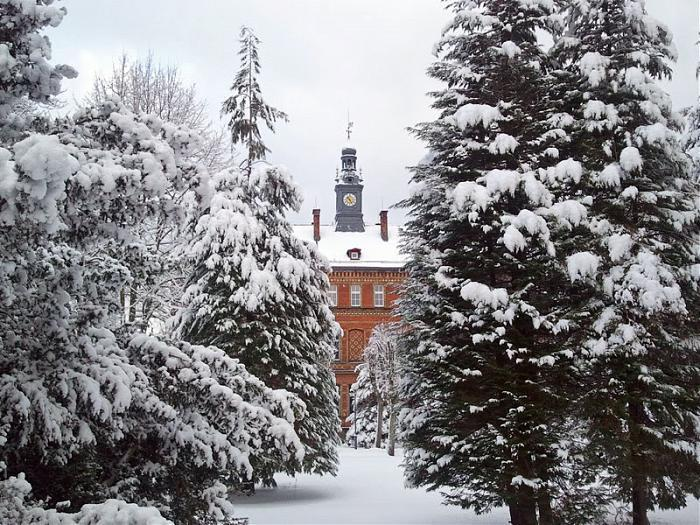
Jednostka wojskowa w Wejherowie zimą
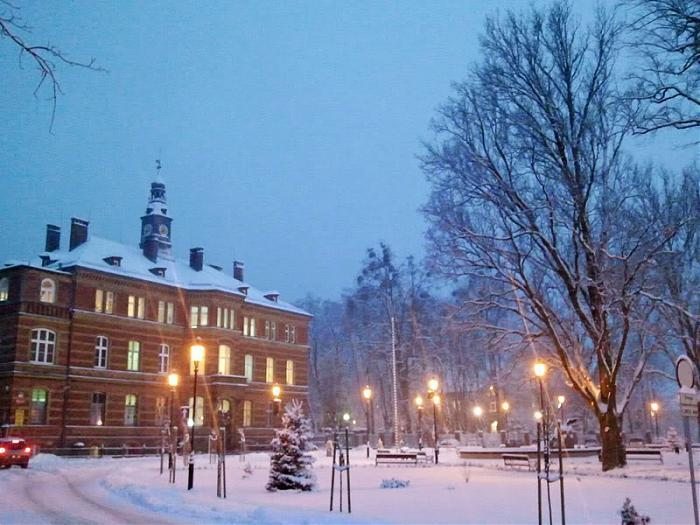
Jednostka wojskowa w Wejherowie zimą o zmroku
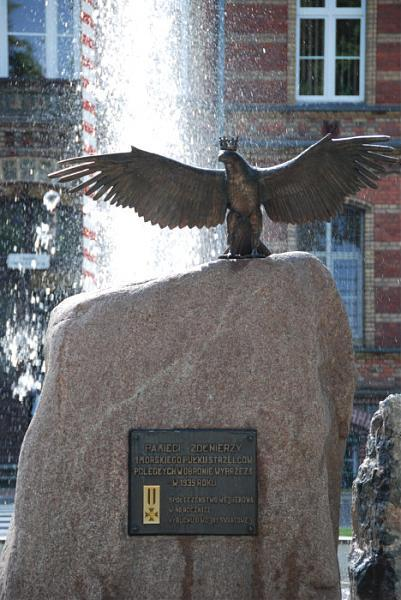
Głaz – pomnik przed jednostką wojskową w Wejherowie
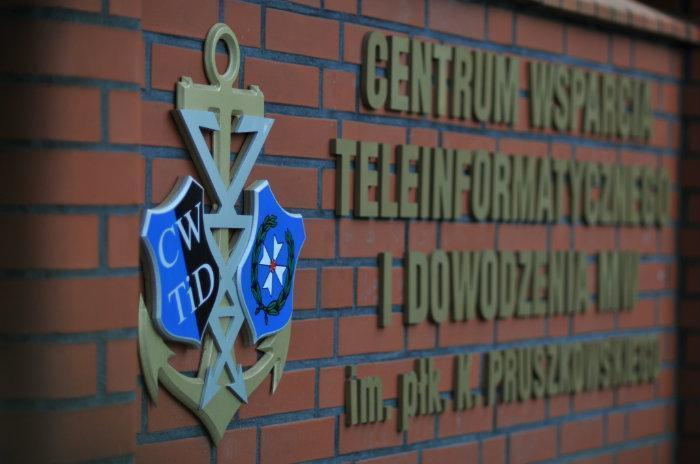
Napis przed bramą główną jednostki wojskowej w Wejherowie
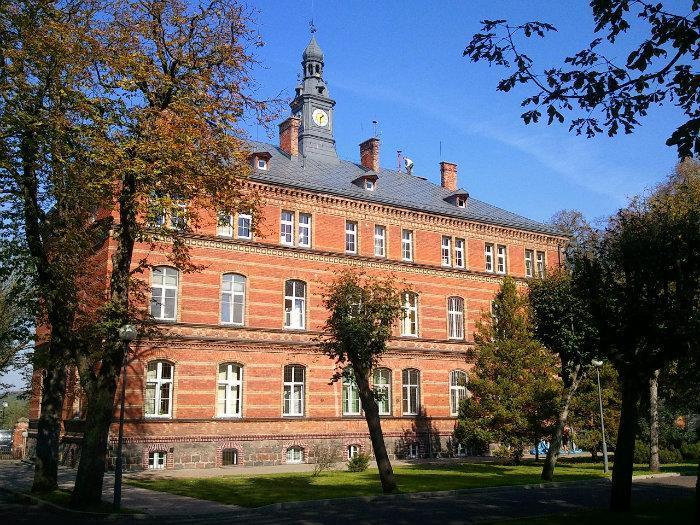
Budynek główny jednostki wojskowej w Wejherowie widziany z wnętrza jednostki

## Sport i rekreacja

### Plac im. Ryszarda Jakubka
Plac zlokalizowany jest na Osiedlu Sucharskiego, przy ulicy Michała Mostnika.

### Strefa rekreacyjno-wypoczynkowa za dawnym hotelem „Bliza”
Strefa zlokalizowana jest na Osiedlu Przyjaźni. Do obiektów należących do strefy zaliczyć można plac parkour i Boisko Wejherowskiego Towarzystwa Krzewienia Kultury Fizycznej.

### Rodzinny Ogród Działkowy im. Majora Henryka Sucharskiego
Największy w Wejherowie kompleks ogrodów działkowych. Administracja ogrodu znajduje się w Domu Działkowca na ulicy Majora Henryka Sucharskiego 61.
Ze względu na swoją powierzchnię ogród podzielono na 5 rejonów:
I – Przyrondzie
II – Przytorze
III – Torfowa Dolina
IV – Przylesie
V – Słoneczne Wzgórze

### Skwer Reginy Osowickiej

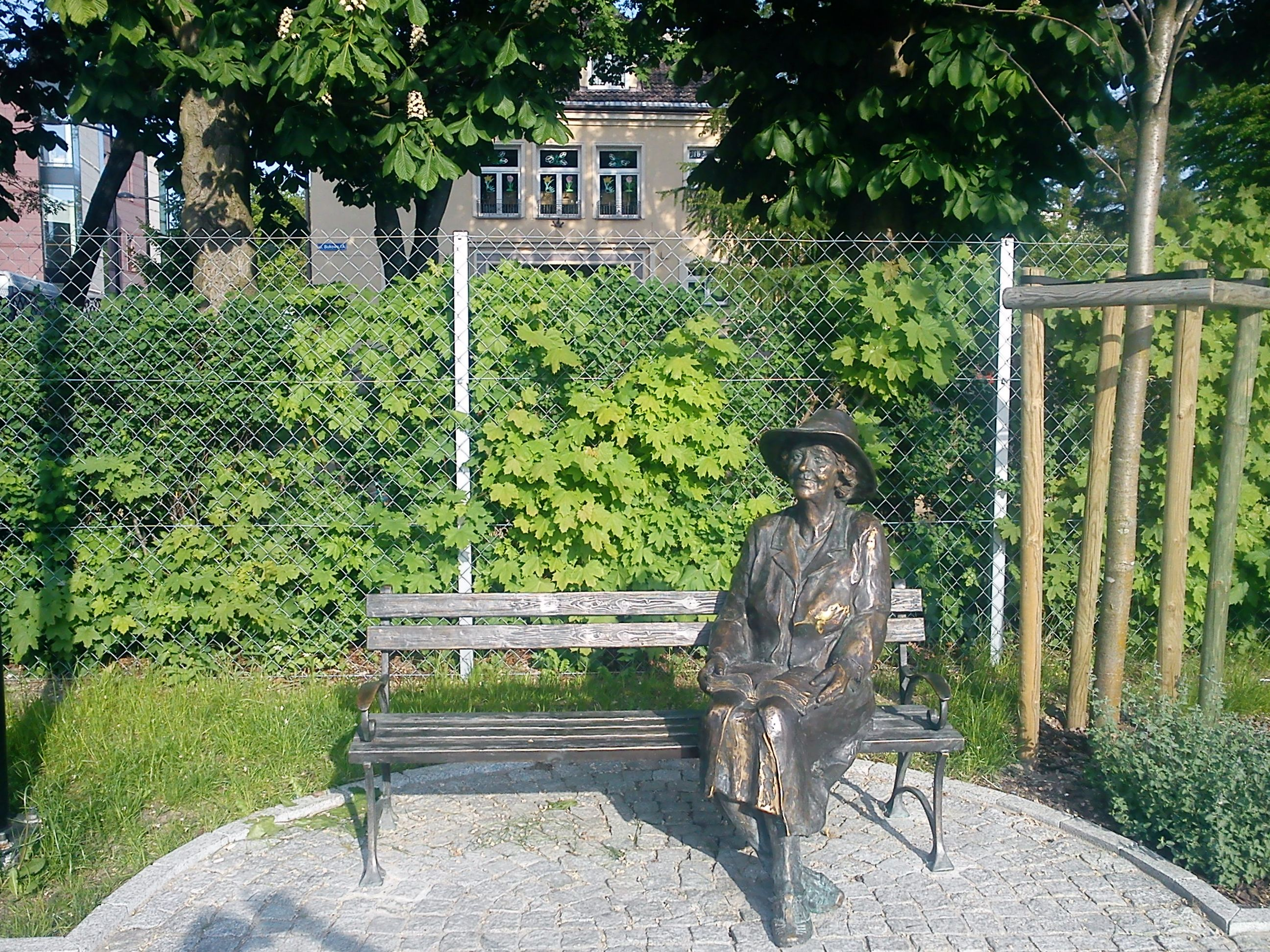
Ławeczka Reginy Osowickiej
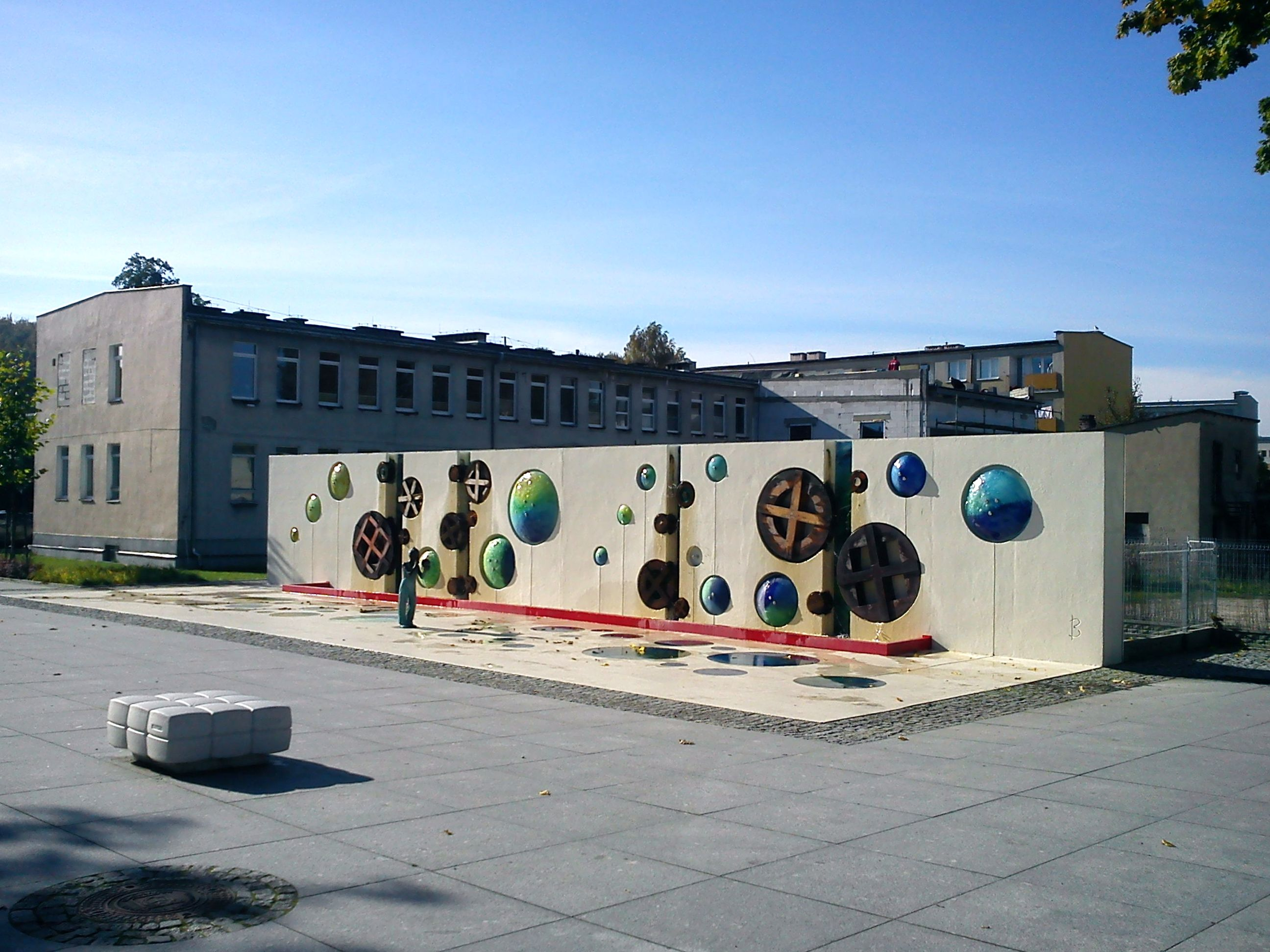
Fontanna na Skwerze Reginy Osowickiej

### Las – Otulina Trójmiejskiego Parku Krajobrazowego
Obszar leśny stanowi południową krawędź dzielnicy. W pobliżu jednostki wojskowej znajduje się staw zamieszkany przez kaczki.

## Przemysł
Jedynymi większymi obiektami przemysłowymi na terenie dzielnicy są:
– Graal S.A. – zakład przetwórstwa rybnego – ul. Zachodnia 22
– Zakład Robót Elektrycznych i Budowlanych Sp. z o.o. – ul. Józefa Łęgowskiego 12

## Infrastruktura

### Stacja Gazowa Wejherowo
Stacja zlokalizowana jest między Rodzinnym Ogrodem Działkowym im. Majora Henryka Sucharskiego a Powiatowym Zespołem Kształcenia Specjalnego

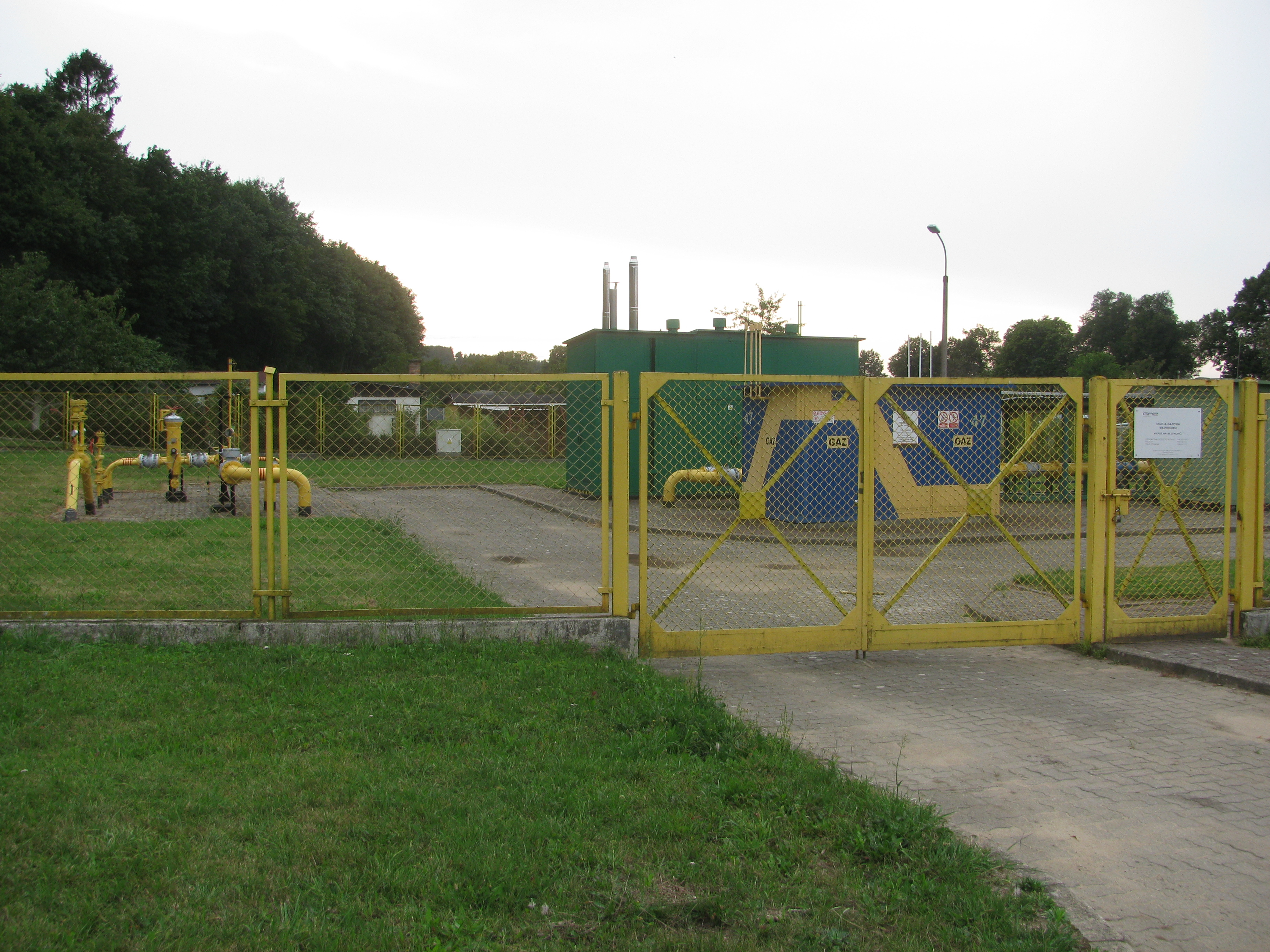
Stacja Gazowa Wejherowo – brama
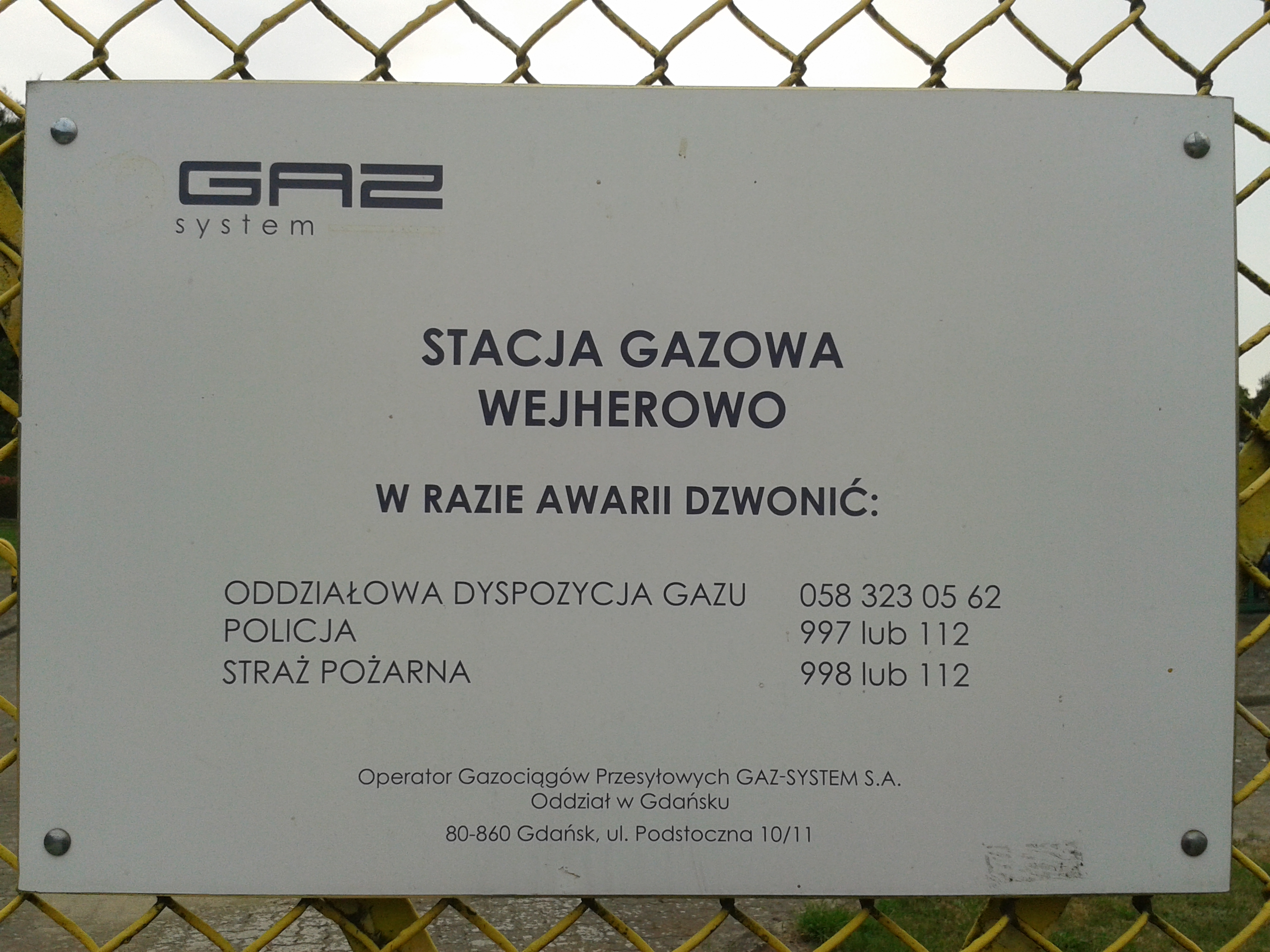
Tablica informacyjna na bramie głównej Stacji Gazowej Wejherowo
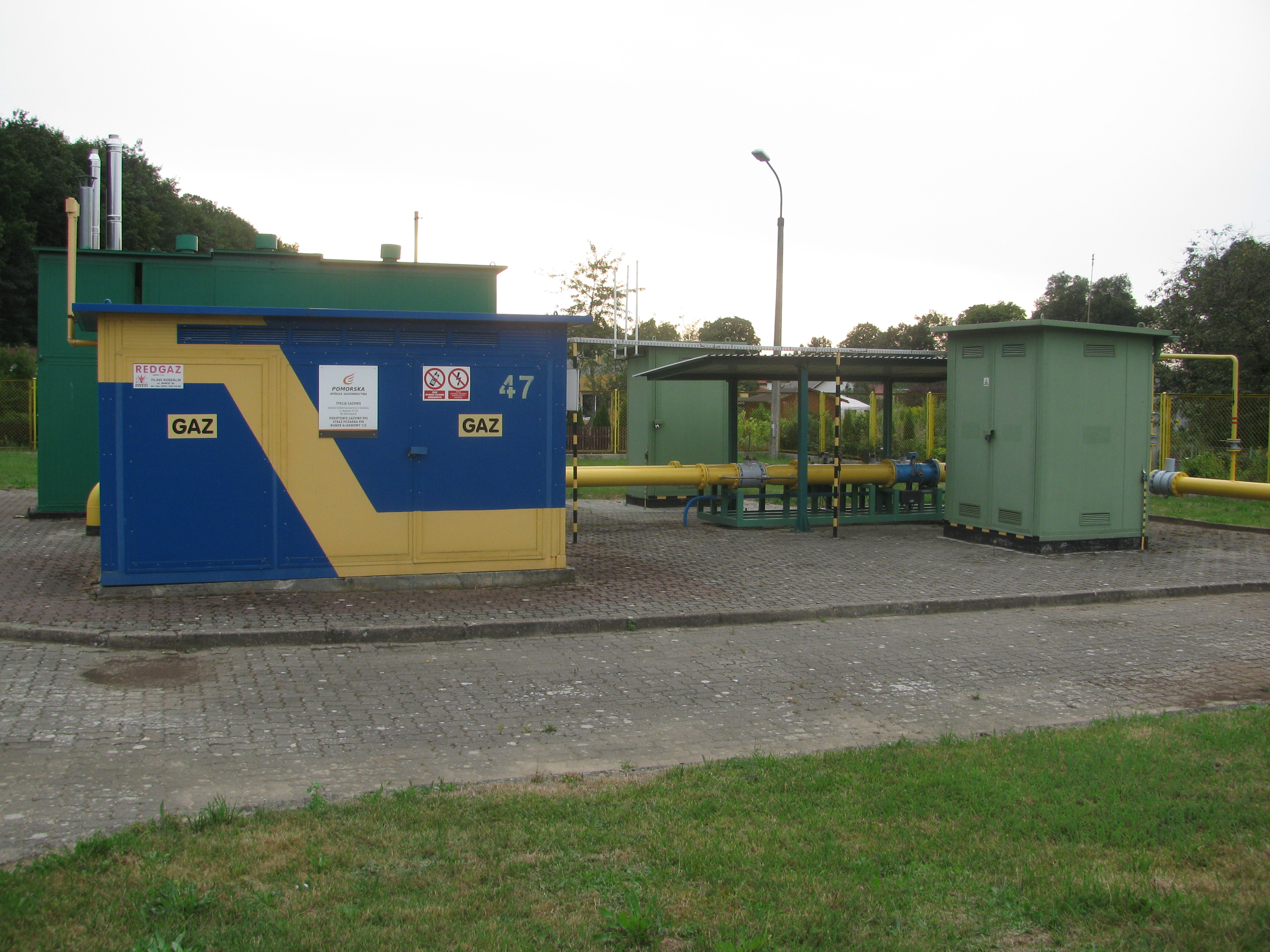
Aparatura gazowej stacji redukcyjno-pomiarowej w Wejherowie
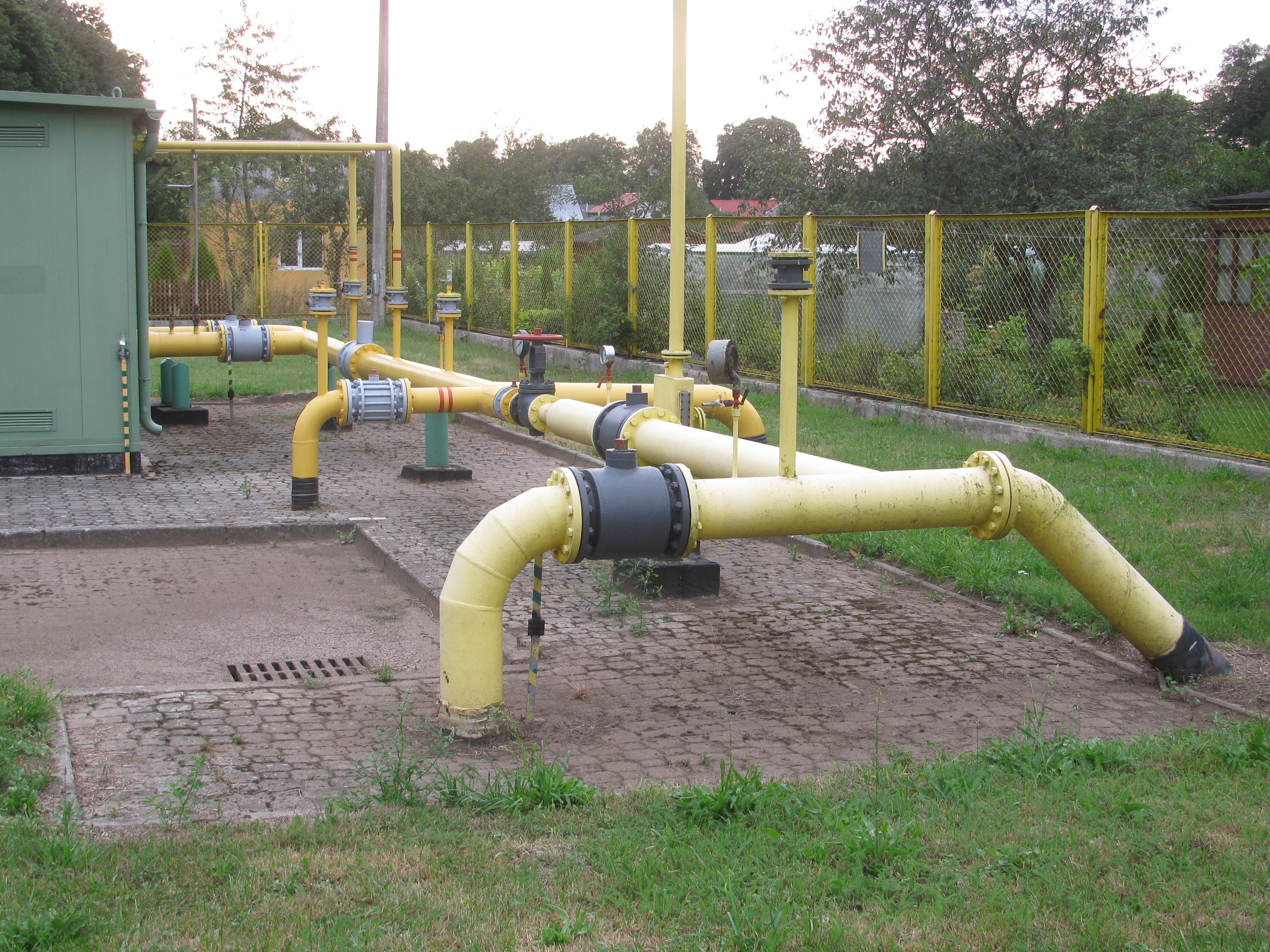
Aparatura gazowej stacji redukcyjno-pomiarowej w Wejherowie
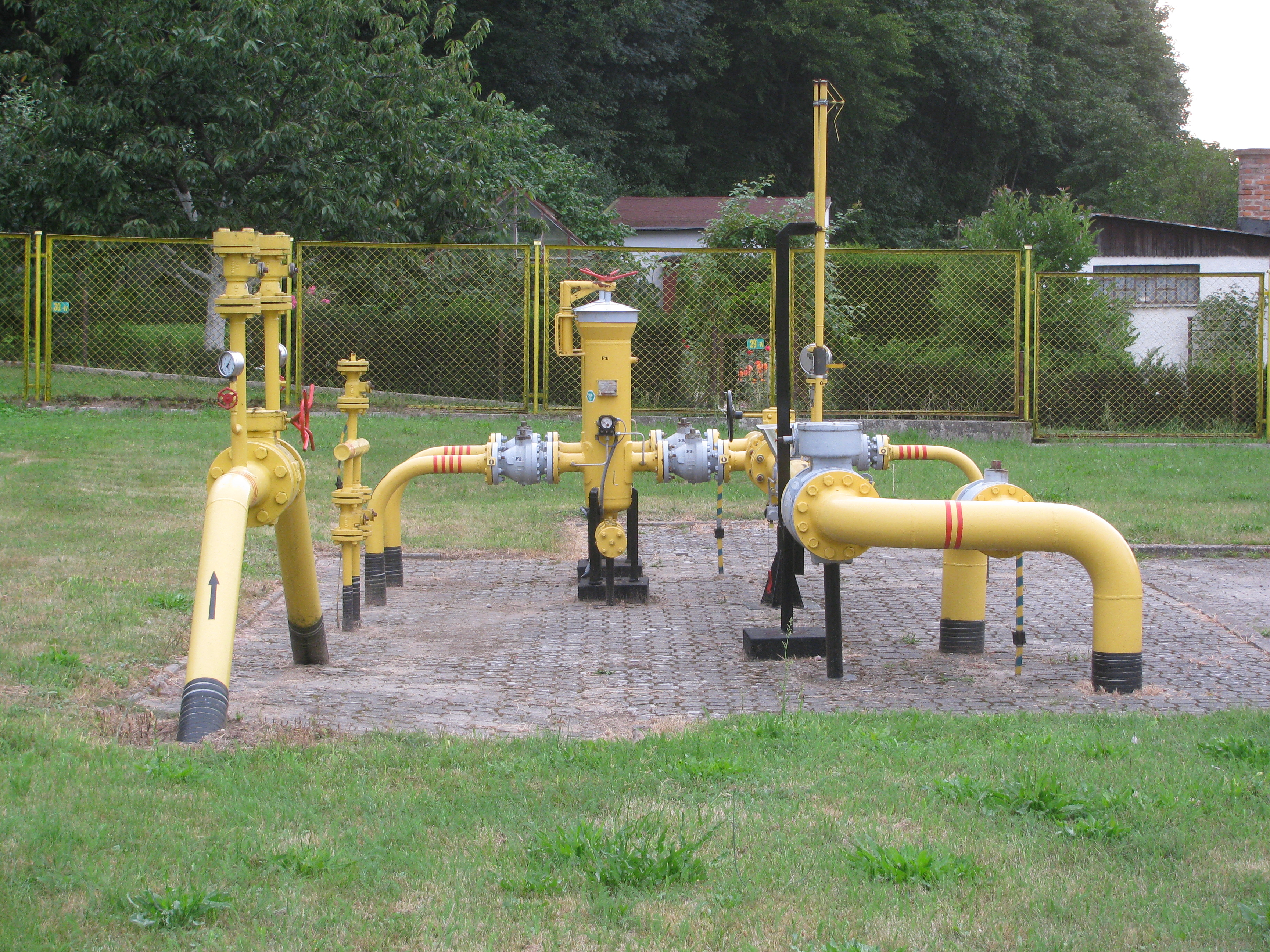
Aparatura gazowej stacji redukcyjno-pomiarowej w Wejherowie

Stacja Cieplna "Harcerska" – ul. Harcerska 26
Dawna ciepłownia na osiedlu 1000-lecia

## Komunikacja

### Kolej
Północną krawędzią dzielnicy przebiega linia kolejowa nr 202. Dostęp do niej zapewnia stacja kolejowa Wejherowo (Plac Marszałka Józefa Piłsudskiego 1) obsługująca połączenia podmiejskie (PKP Szybka Kolej Miejska w Trójmieście), regionalne (Przewozy Regionalne) i dalekobieżne.
Od 29.04.2016 przez stację Wejherowo zaczęły przejeżdżać pociągi Express InterCity Premium w kierunku Kołobrzegu, Warszawy i Krakowa obsługiwane składami Pendolino.

Niestety, pomimo starań władz powiatu wejherowskiego, PKP Intercity nie zdecydowało się na zatrzymanie tychże składów w Wejherowie.

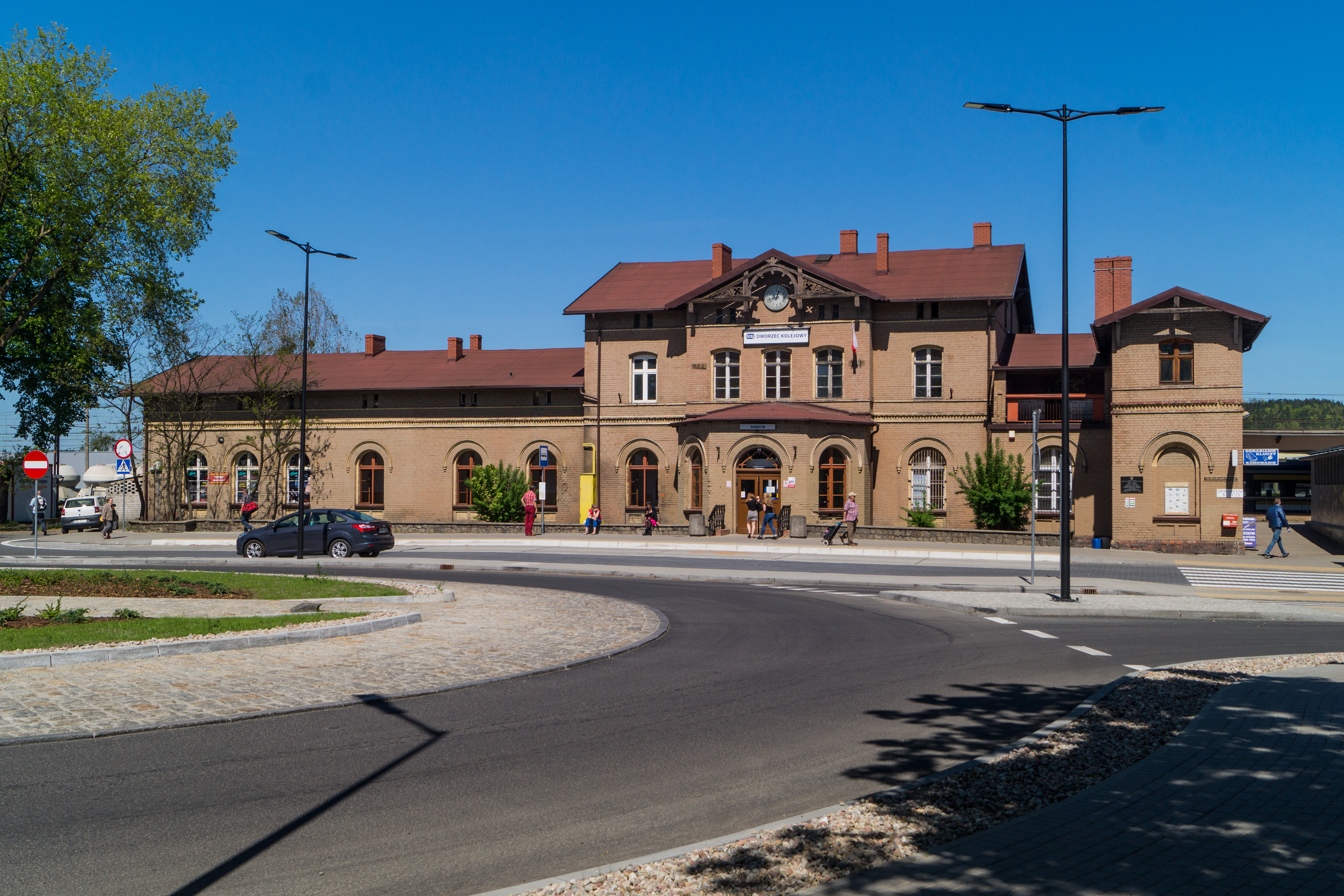
Budynek dworca kolejowego w Wejherowie widziany od strony budynku apteki (dawnej kwiaciarni), na pierwszym planie Plac Marszałka Józefa Piłsudskiego po przebudowie (rondo)
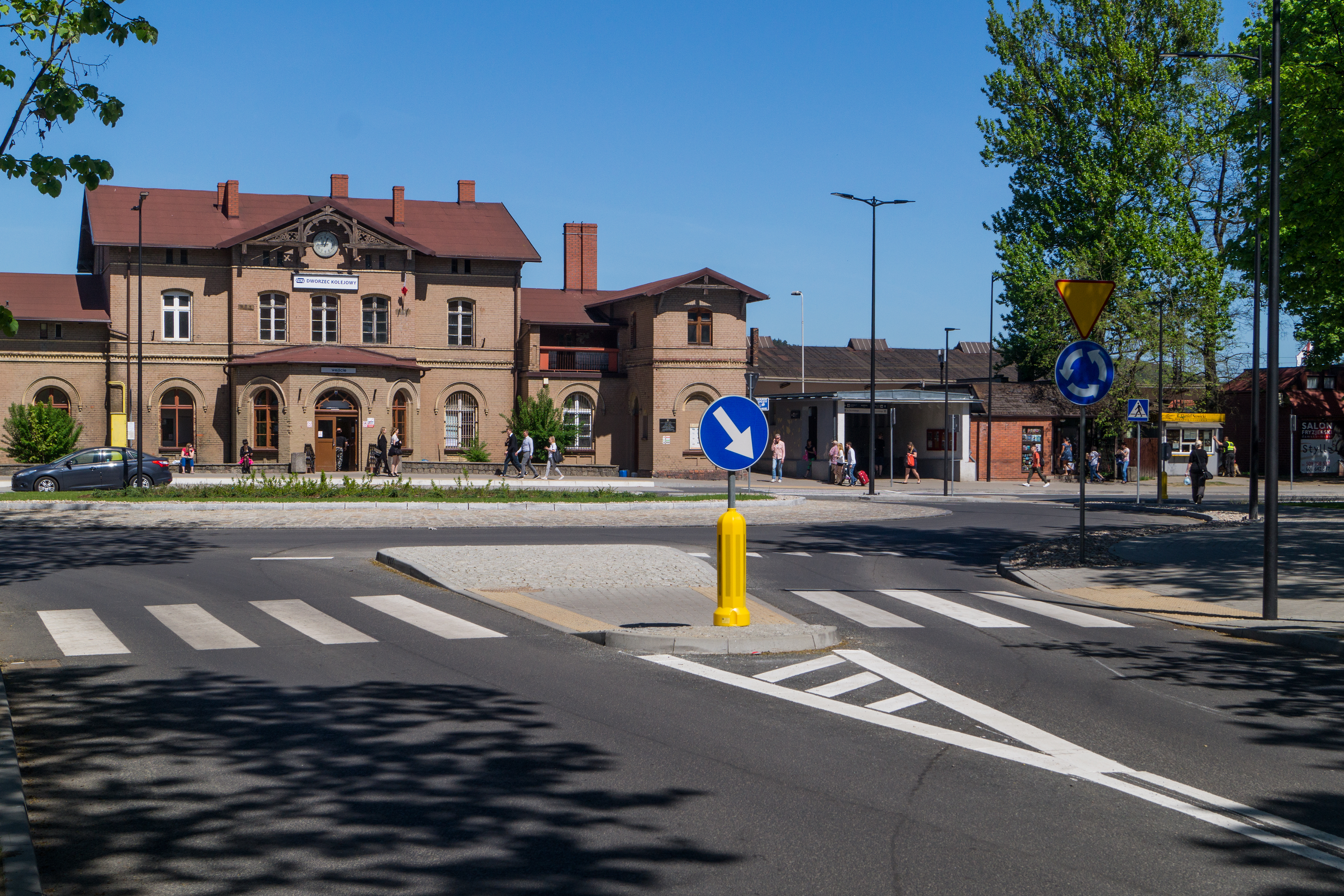
Budynek dworca kolejowego w Wejherowie widziany od strony ulicy Dworcowej, na pierwszym planie Plac Marszałka Józefa Piłsudskiego po przebudowie (rondo)
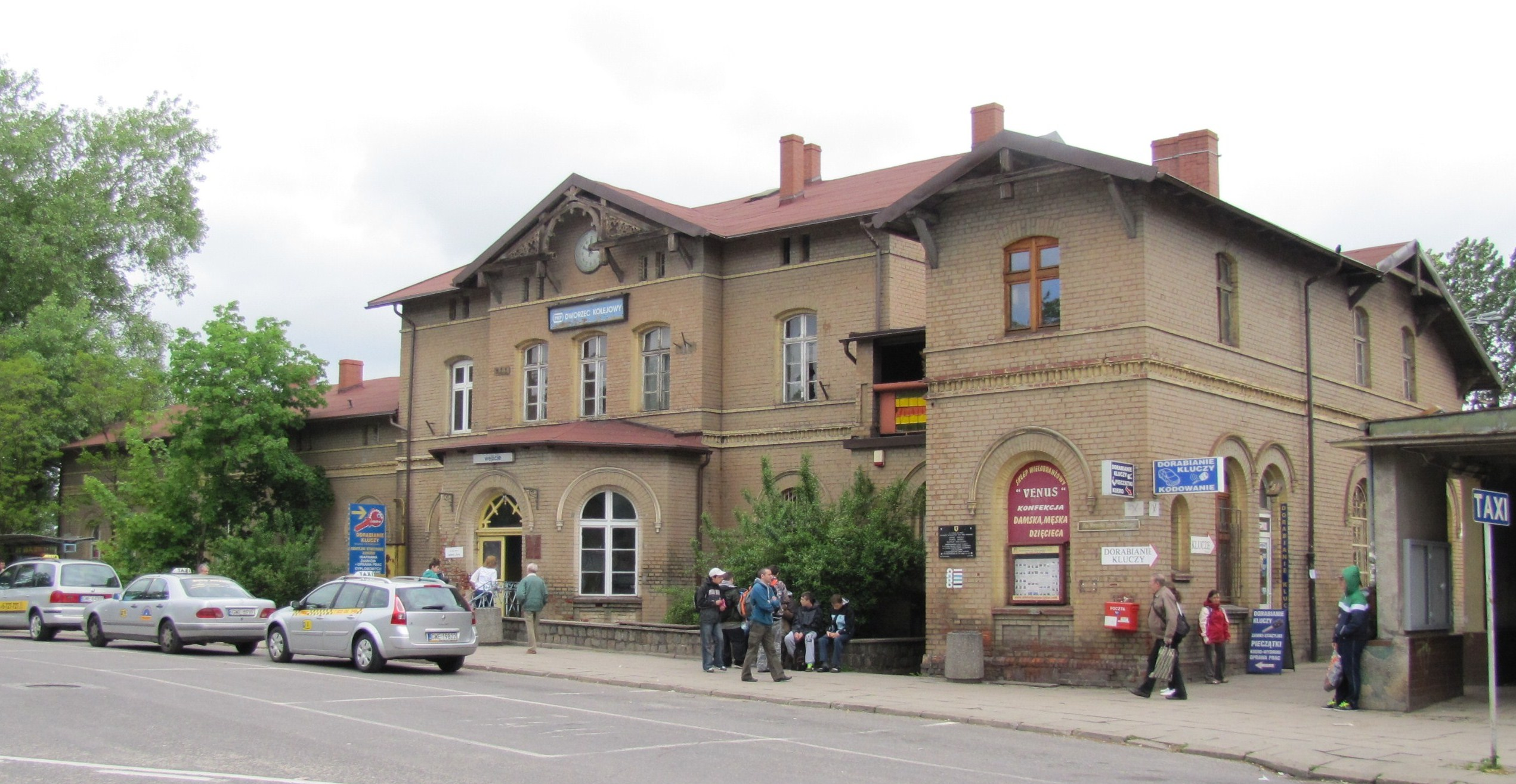
Budynek dworca kolejowego w Wejherowie, na pierwszym planie Plac Marszałka Józefa Piłsudskiego przed przebudową
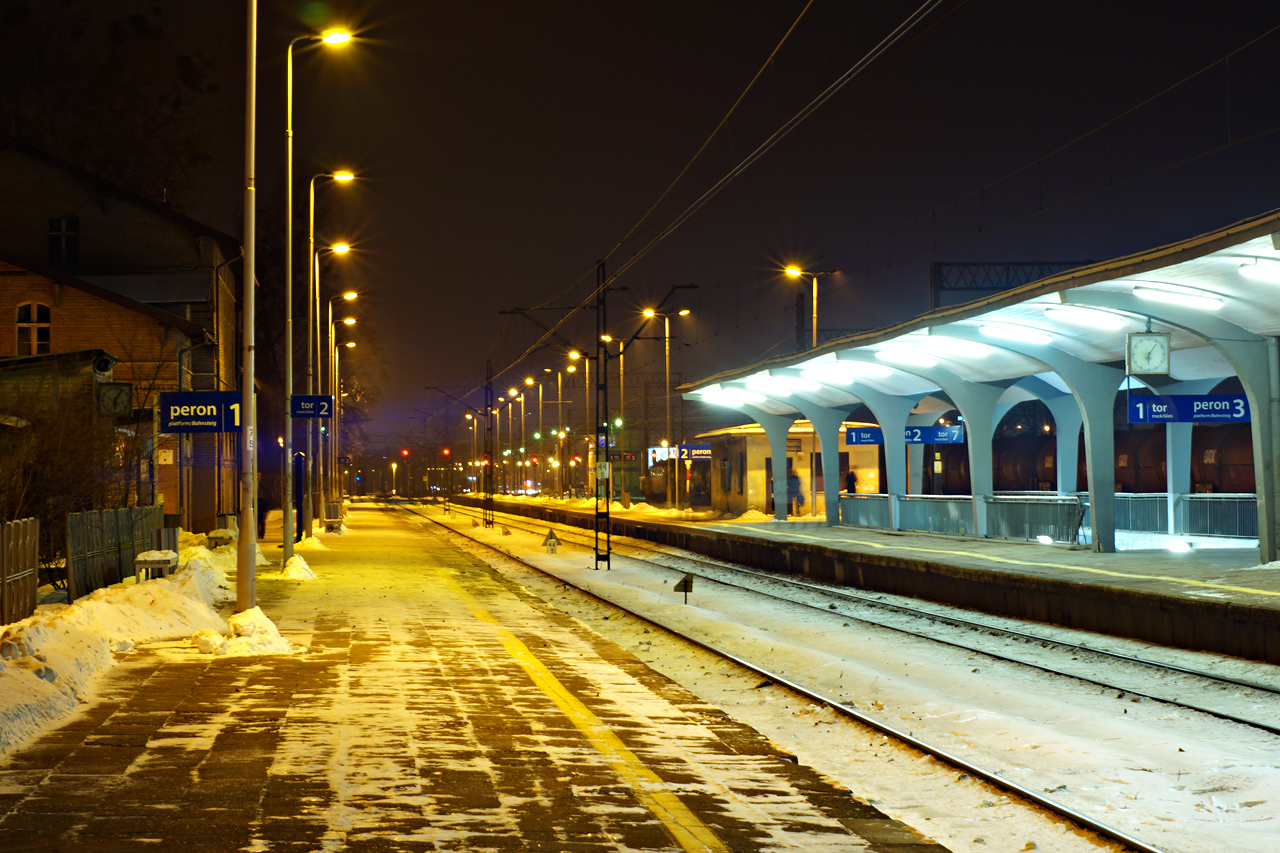
Peron 1 na stacji kolejowej Wejherowo, po prawej perony 2 i 3
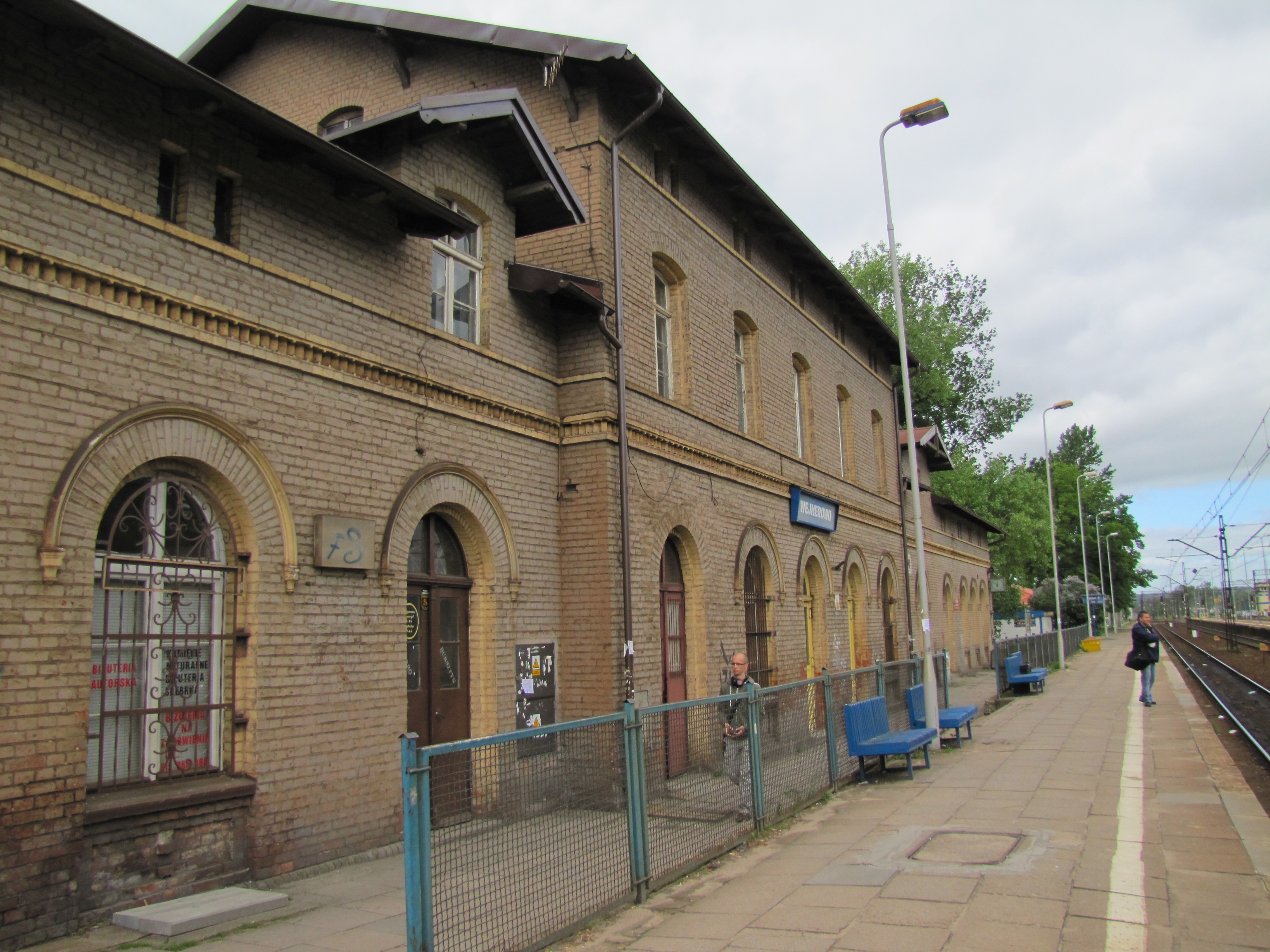
Peron 1 na stacji kolejowej Wejherowo i budynek dworca
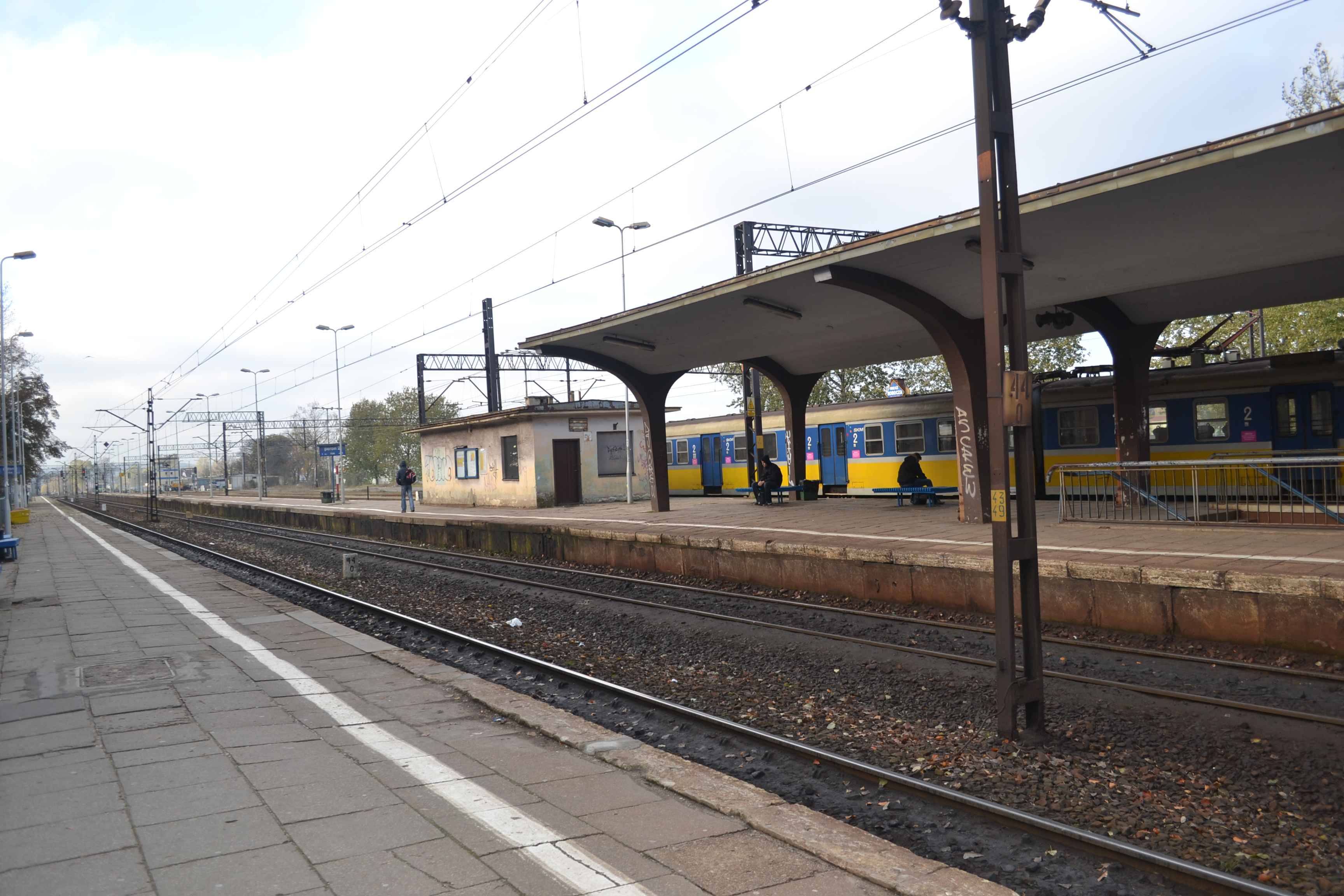
Peron 1 na stacji kolejowej Wejherowo, po prawej perony 2, 3 i pociąg SKM

### Autobusy miejskie
Miejską komunikację autobusową w dzielnicy zapewnia Miejski Zakład Komunikacji Wejherowo poprzez linie:
2 – Wejherowo Szpital → Wejherowo Dworzec PKP → Wejherowo Szpital
3 – Gościcino Robakowska ↔ Wejherowo os. Sikorskiego
4 – Wejherowo os. Fenikowskiego ↔ Orle Łąkowa
7 – Wejherowo Cegielnia ↔ Bolszewo Leśna – Szkoła
12 – Wejherowo Dworzec PKP ↔ Gowino Brzozowa
16 – Wejherowo os. Sikorskiego ↔ Wejherowo Krofeya
W okresie Uroczystości Wszystkich Świętych czynna jest linia specjalna:
A – Wejherowo Dworzec PKP ↔ Wejherowo Cmentarz

### Autobusy regionalne

#### Dworzec autobusowy w Wejherowie

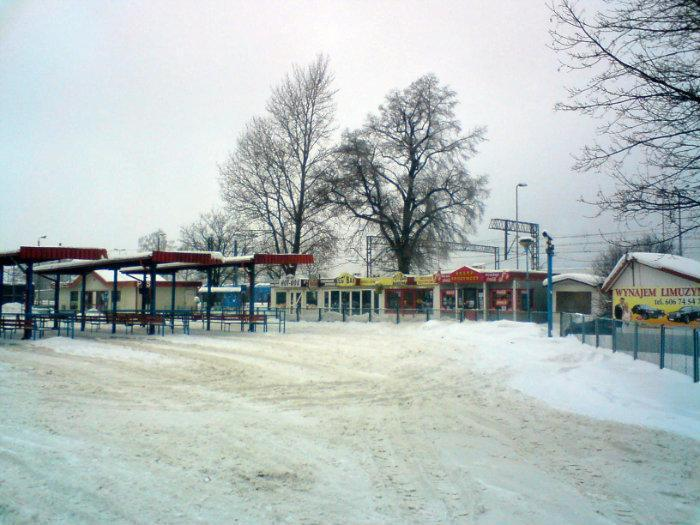
Dworzec autobusowy w Wejherowie – rok 2010
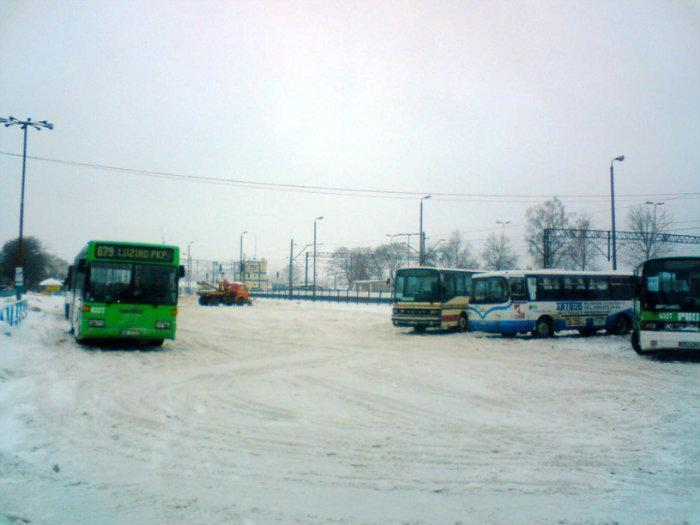
Dawny plac manewrowy dworca autobusowego w Wejherowie – rok 2010
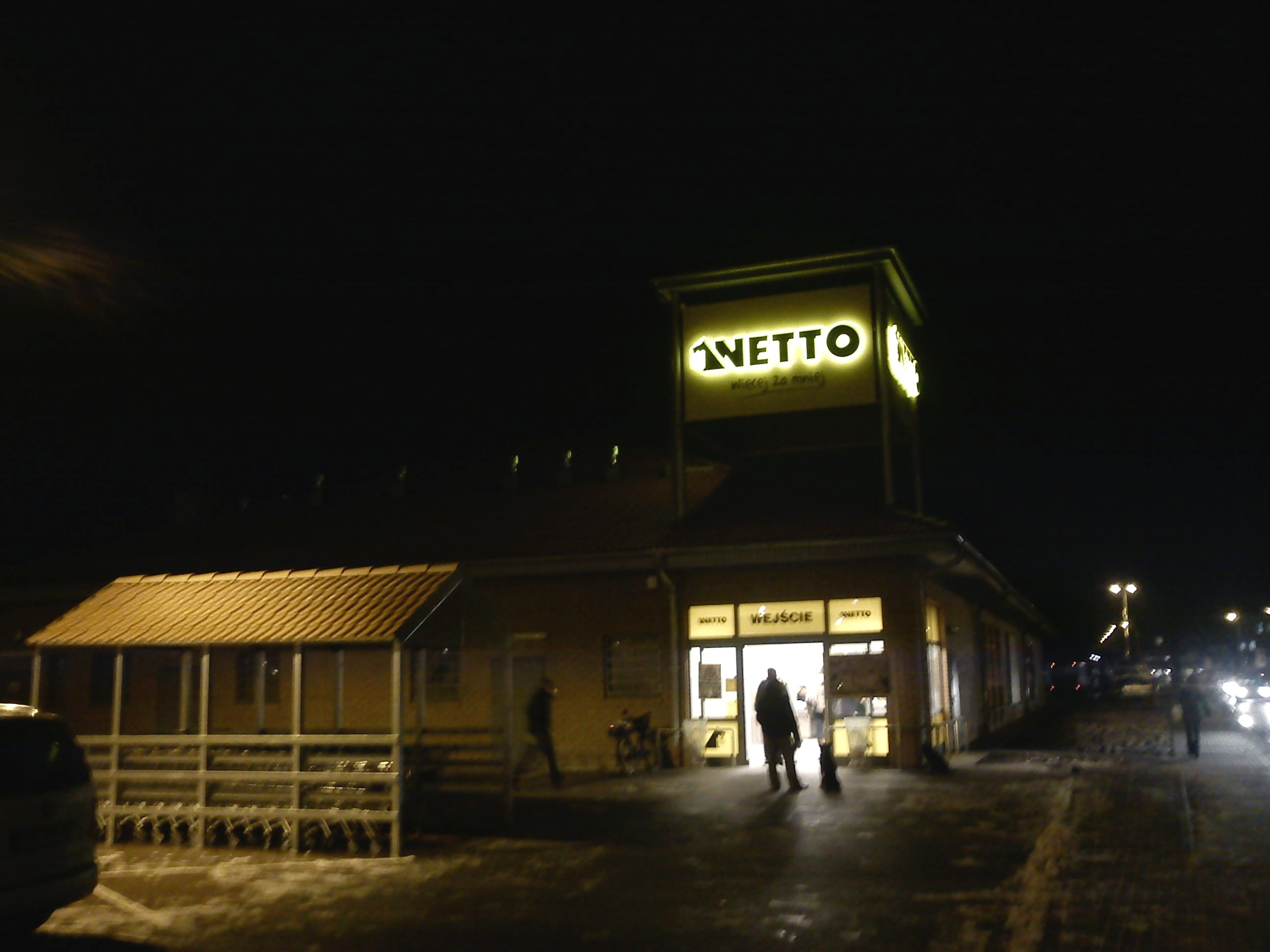
Supermarket Netto wybudowany w miejscu dawnego placu manewrowego
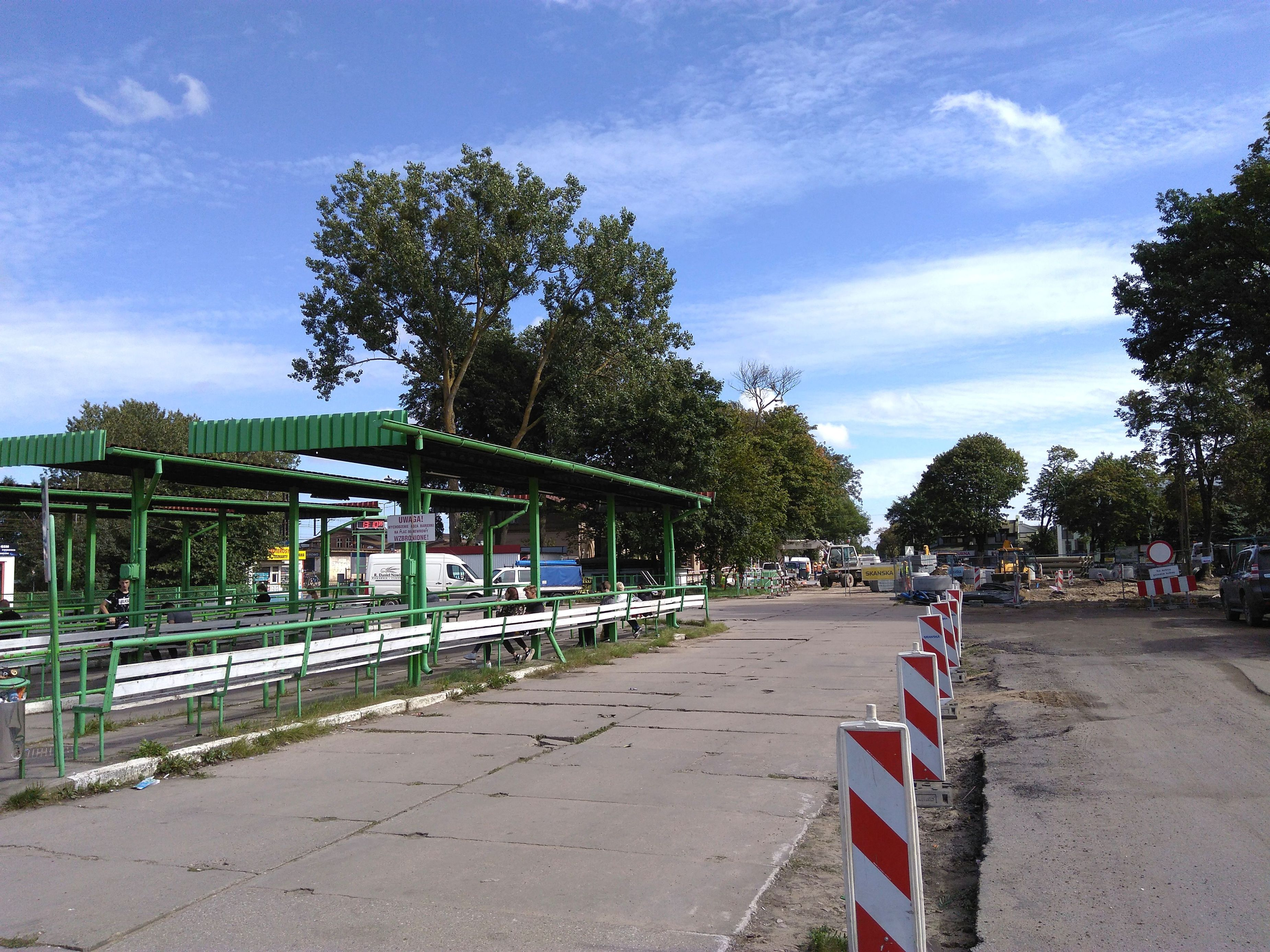
Dworzec autobusowy w Wejherowie podczas przebudowy ulicy Kwiatowej – rok 2017

Ponadto, przy ulicy Transportowej 1 zlokalizowana jest zajezdnia PKS Gdynia.

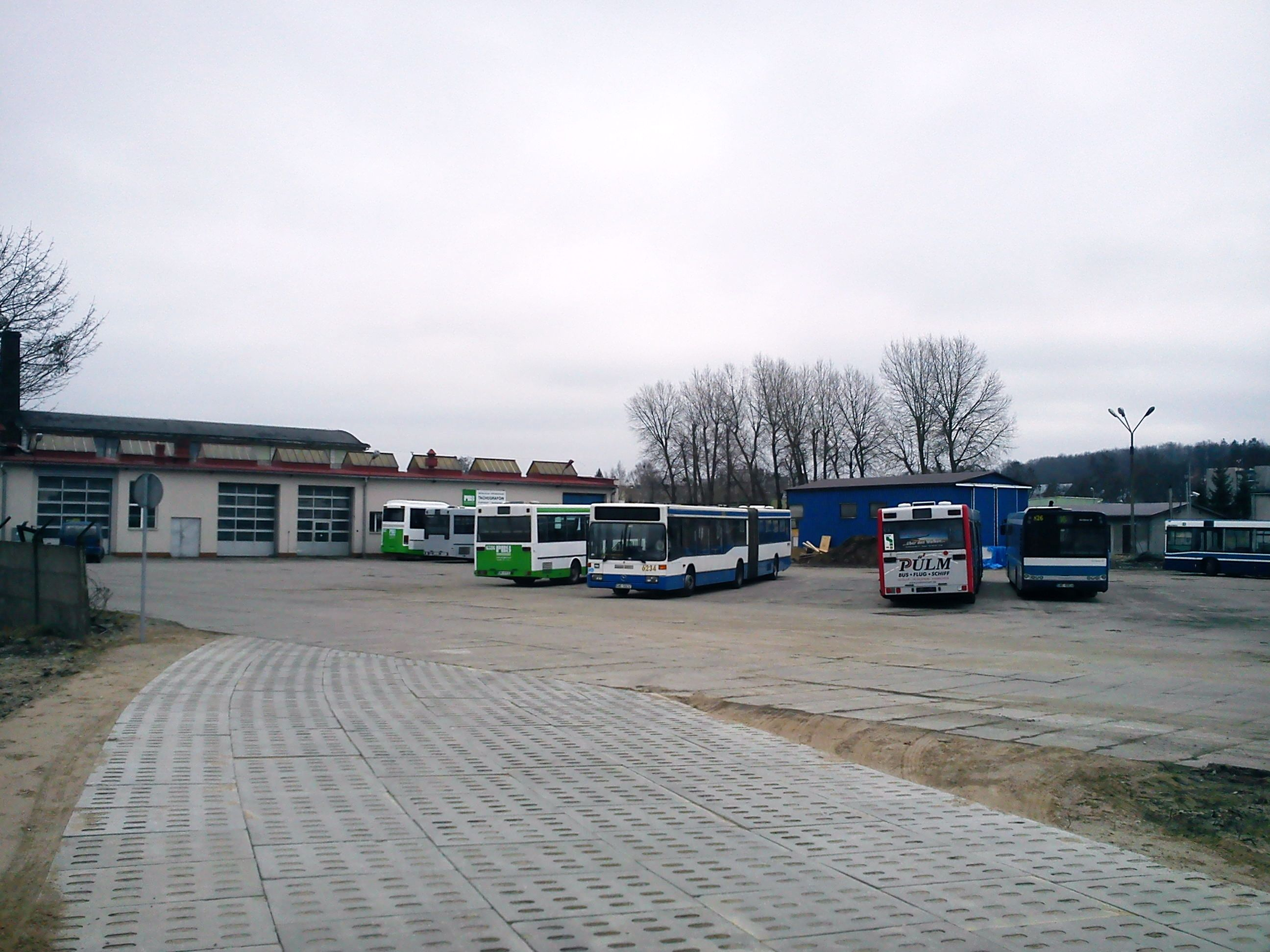
Zajezdnia PKS Gdynia w Wejherowie widziana od strony łącznika drogowego między ulicą Zachodnią i ulicą Transportową a rondem 11 Pułku Łączności Marynarki Wojennej

### Drogi

#### Ulica Majora Henryka Sucharskiego/ulica Jana III Sobieskiego
Główną arterią drogową osiedla na osi wschód-zachód jest droga powiatowa nr 1478G (ulica Majora Henryka Sucharskiego, przechodząca dalej w ulicę Jana III Sobieskiego) biegnąca śladem dawnego traktu z Wejherowa do Lęborka.

#### Węzeł Działki
Jeden ze strategicznych węzłów drogowych w mieście. Stanowi on zachodni wyjazd z dzielnicy na drogę krajową nr 6 i pozwala przekroczyć przez linię kolejową nr 202.

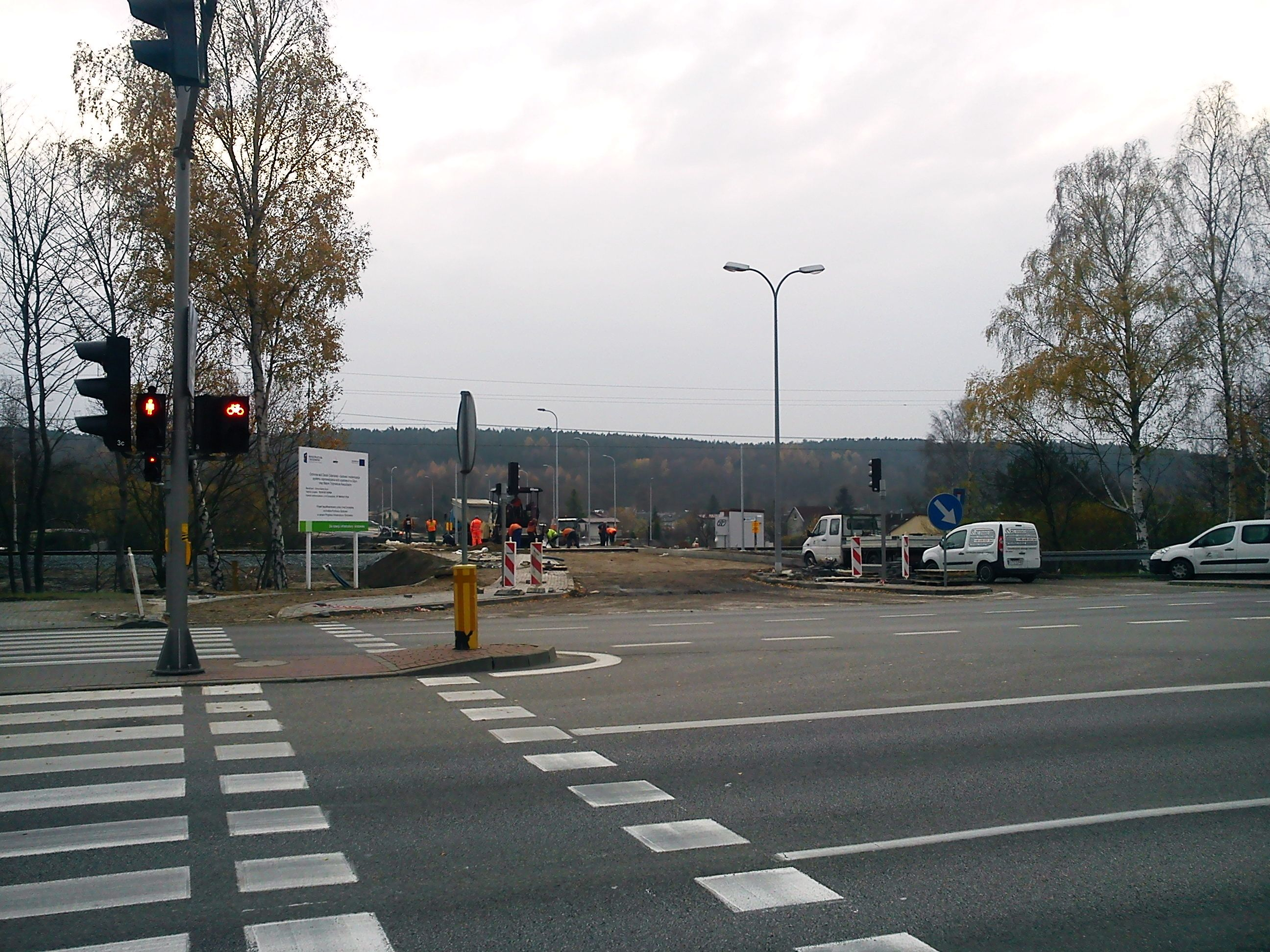
Budowa przejazdu kolejowo-drogowego na skrzyżowaniu ulicy Batalionu Morskiego i linii kolejowej nr 202 w Wejherowie – widok w kierunku południowym
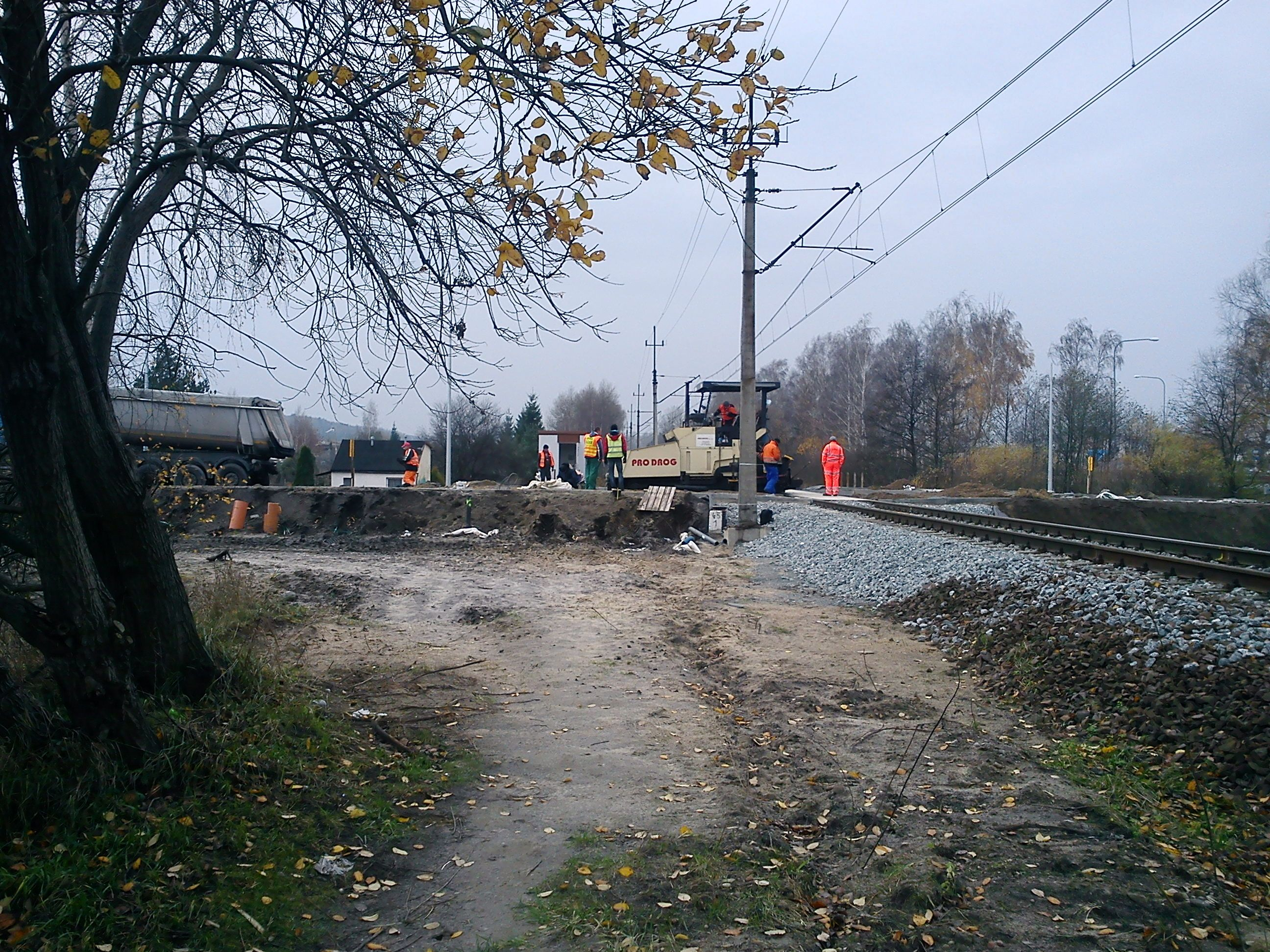
Budowa przejazdu kolejowo-drogowego na skrzyżowaniu ulicy Batalionu Morskiego i linii kolejowej nr 202 w Wejherowie – widok w kierunku zachodnim
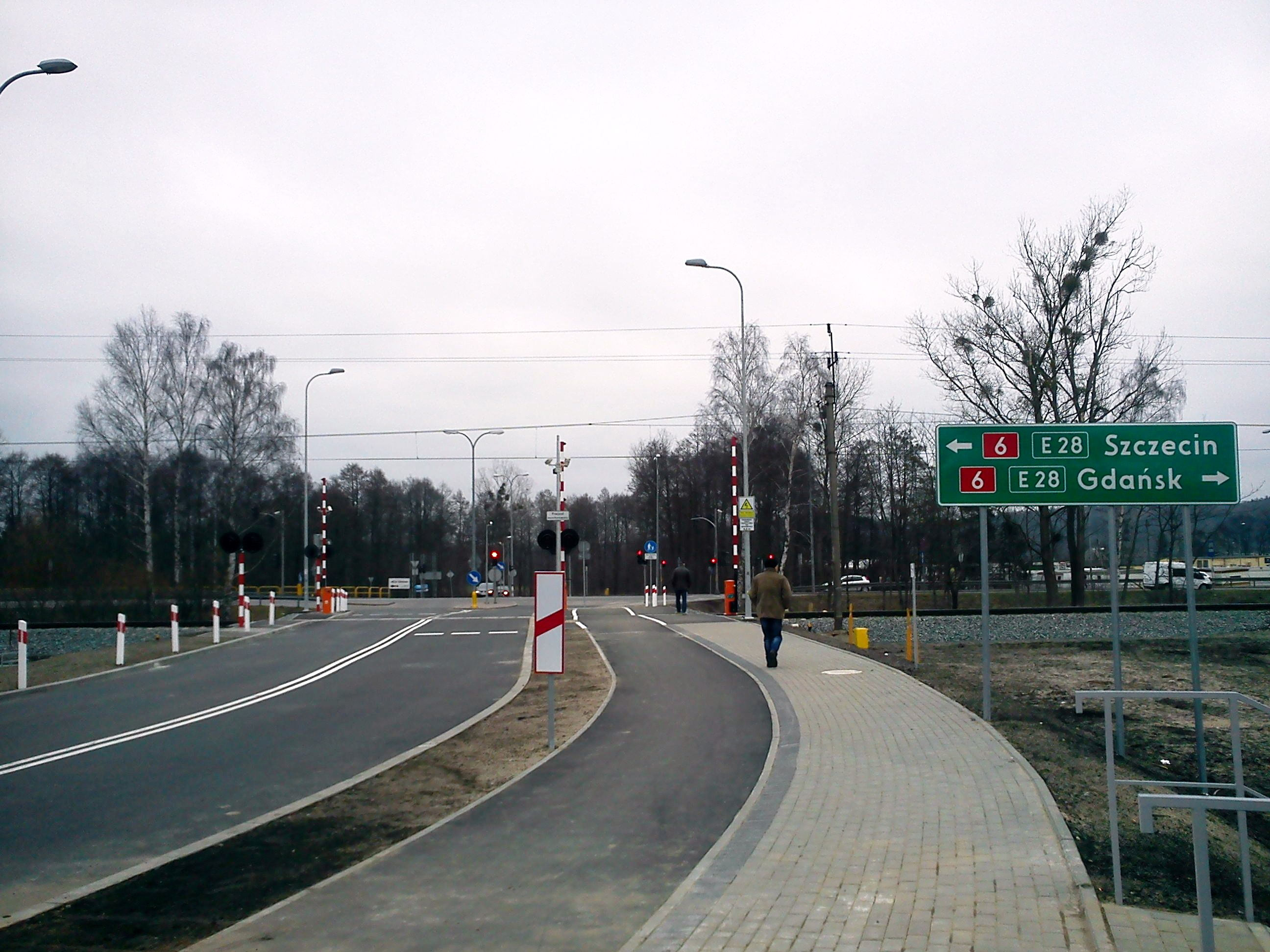
Przejazd kolejowo-drogowy na skrzyżowaniu ulicy Batalionu Morskiego i linii kolejowej nr 202 w Wejherowie – widok w kierunku północnym
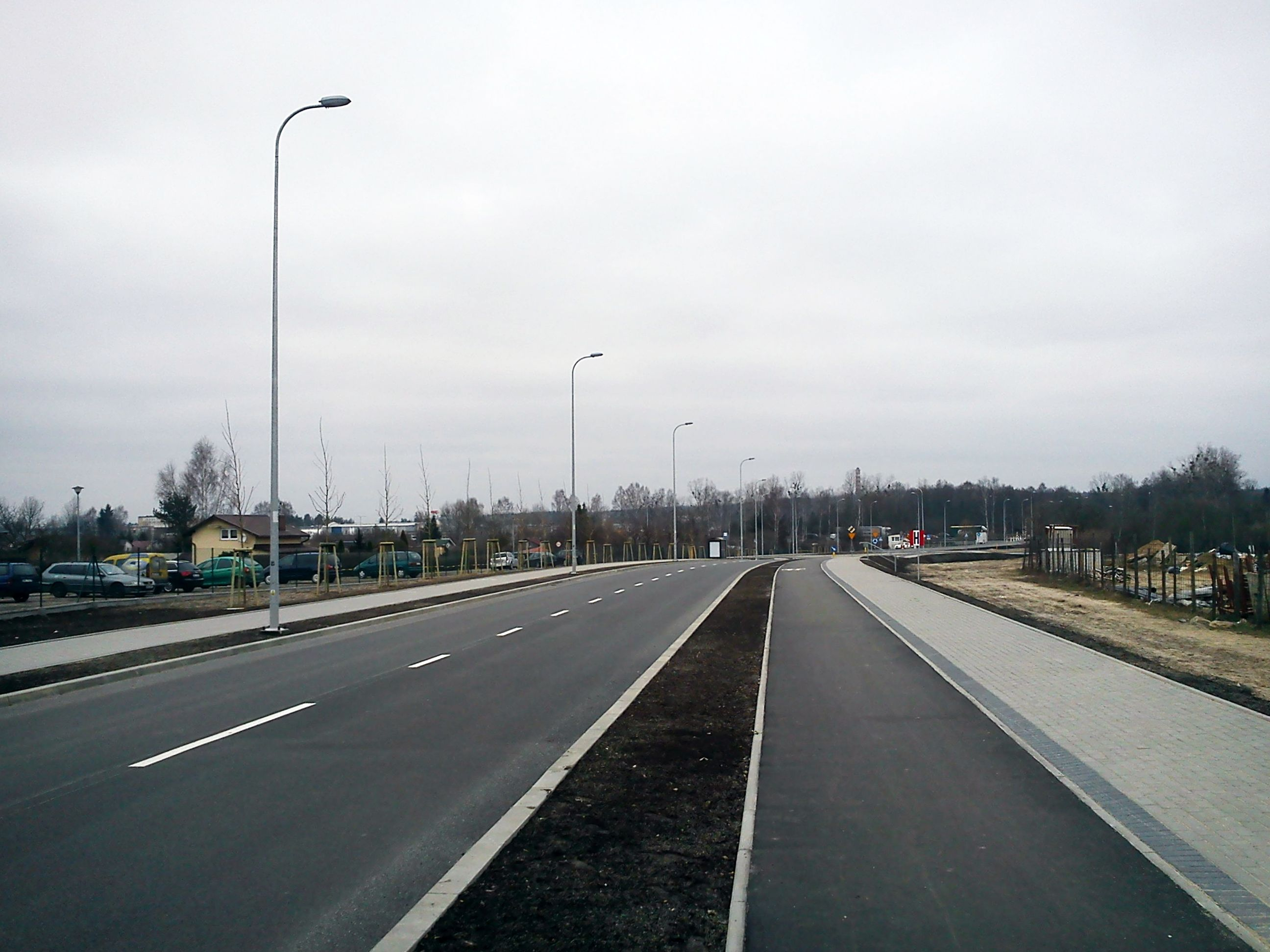
Węzeł Działki/Ulica Batalionu Morskiego
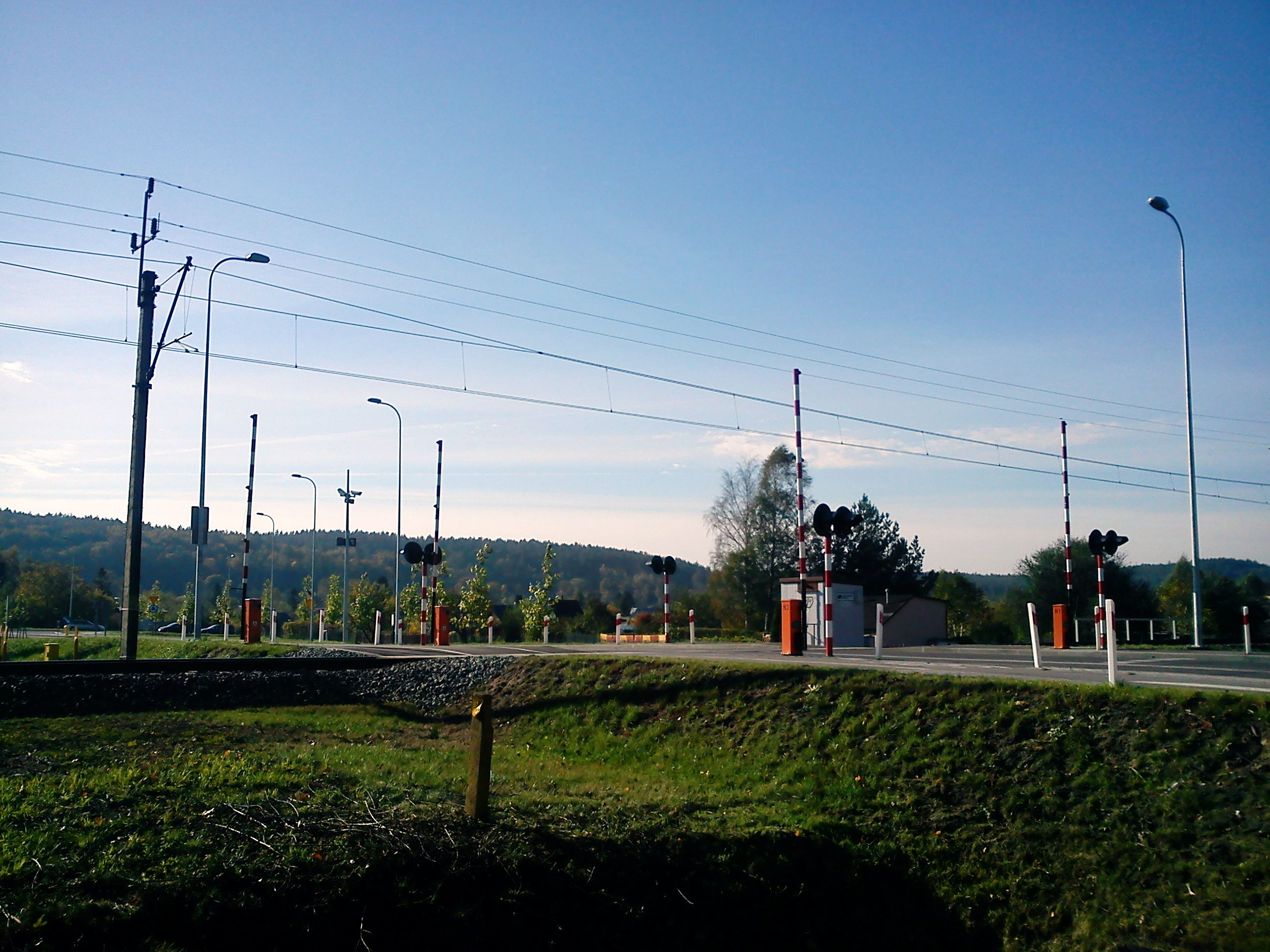
Przejazd kolejowo-drogowy na skrzyżowaniu ulicy Batalionu Morskiego i linii kolejowej nr 202 w Wejherowie – widok w kierunku południowo-zachodnim

#### Węzeł Wejherowo (Kwiatowa)
Od 10.07.2017 w miejscu dawnego przejazdu kolejowo-drogowego w ciągu ulicy Kwiatowej budowany jest wiadukt kolejowy/tunel drogowy. Zmianie uległ również układ drogowy na Placu Marszałka Józefa Piłsudskiego przed dworcem kolejowym, gdzie powstało rondo, parking kiss&ride oraz zatoka autobusowa. Inwestycja planowo miała zakończyć się w październiku 2019, jednakże z powodu zmiany technologii budowy z przewiertu na wykop otwarty czas budowy wydłużono o 9 miesięcy.

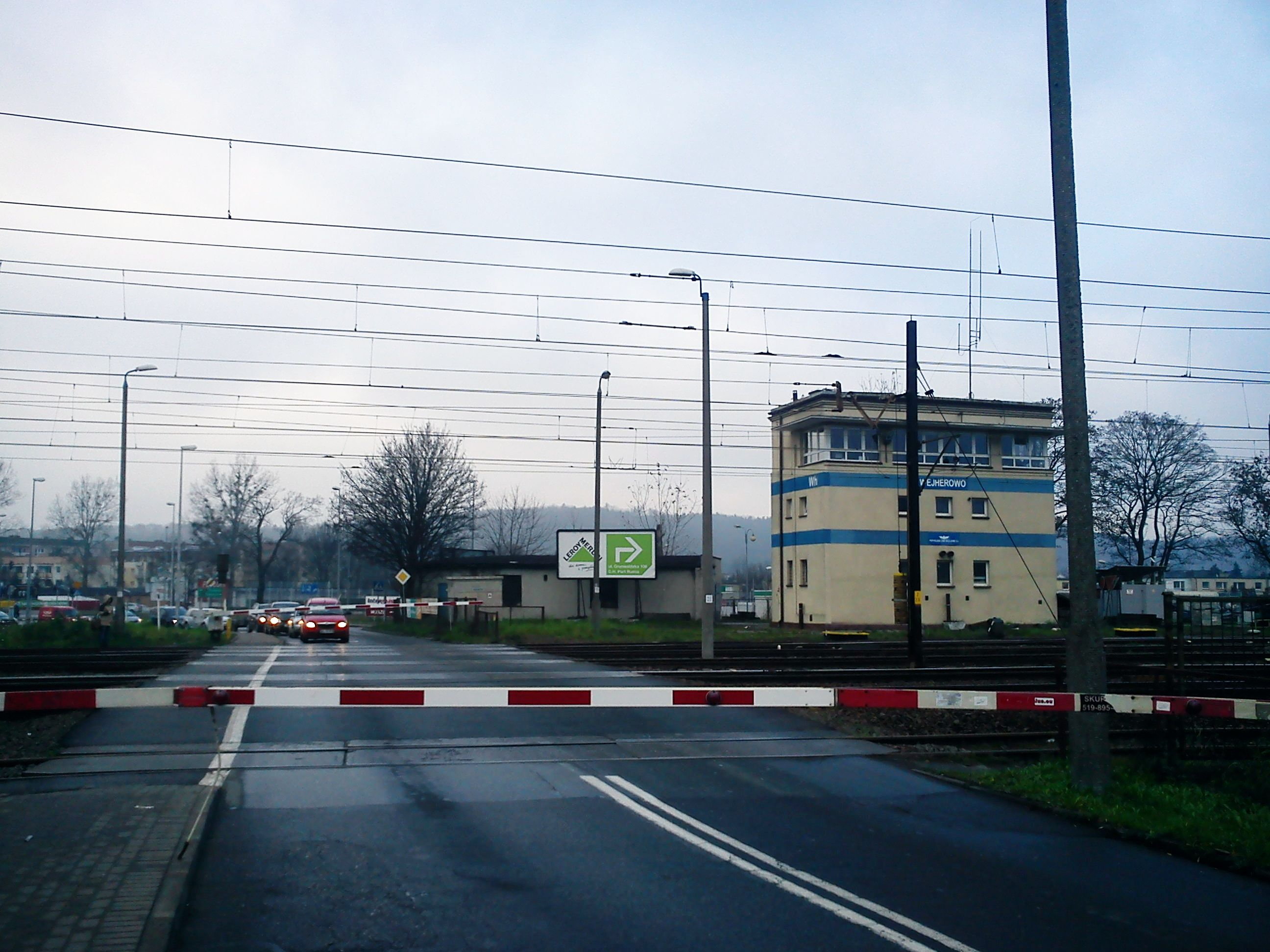
Dawny przejazd kolejowo-drogowy w ciągu ulicy Kwiatowej w Wejherowie
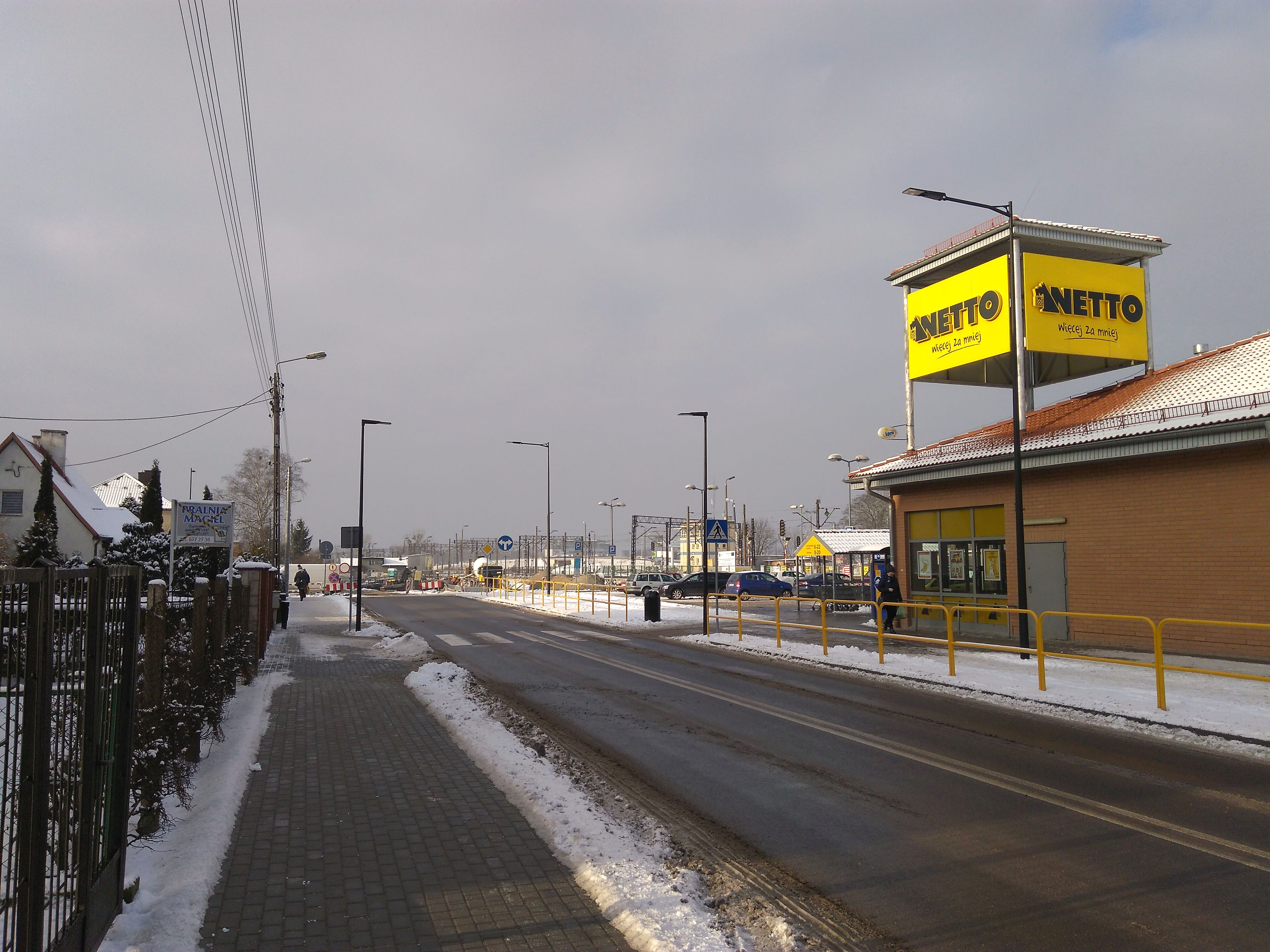
Ulica Kwiatowa w Wejherowie po przebudowie
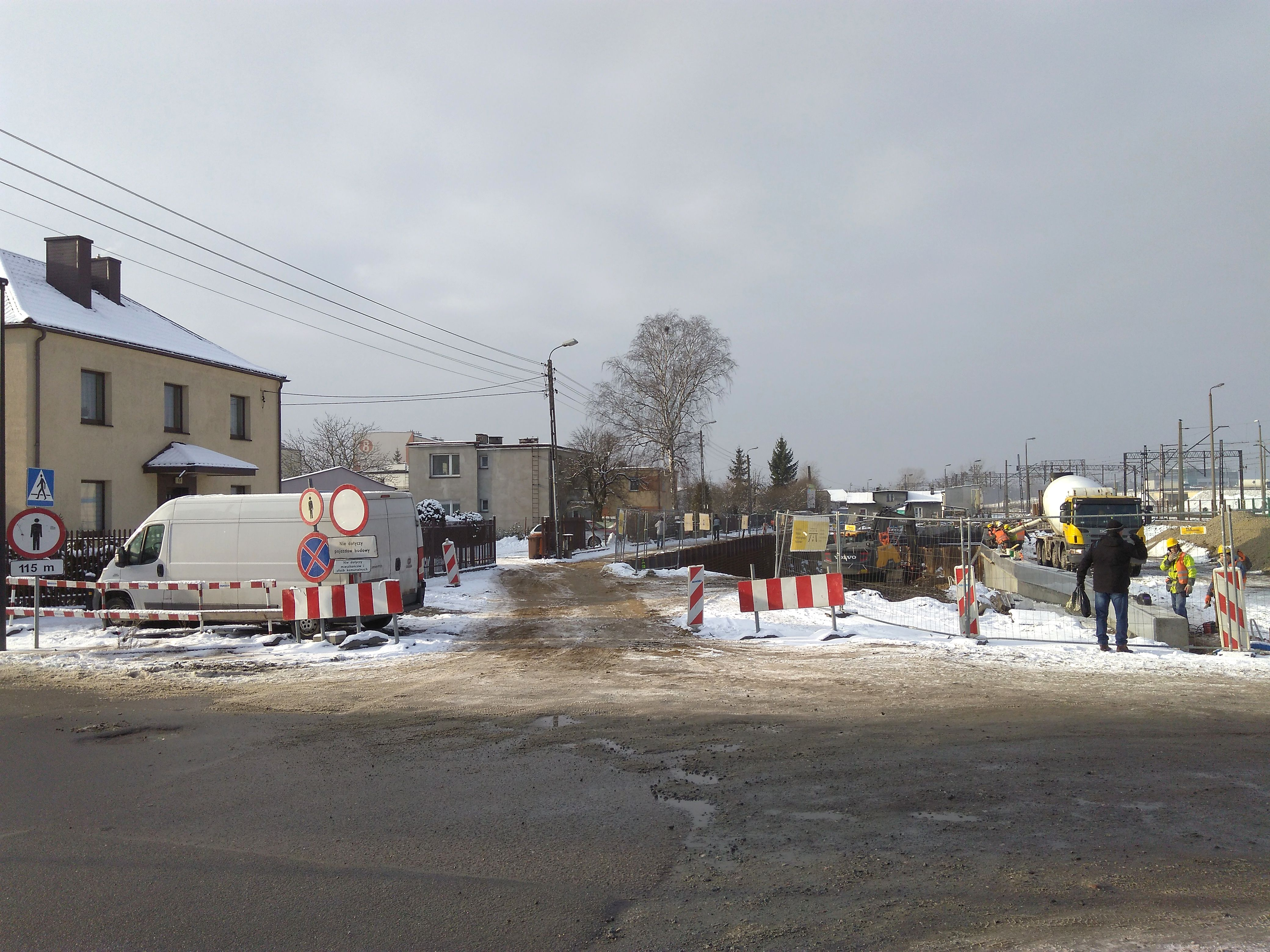
Skrzyżowanie ulic Kwiatowej i Spacerowej, w tle widoczny plac budowy Węzła Wejherowo (Kwiatowa)
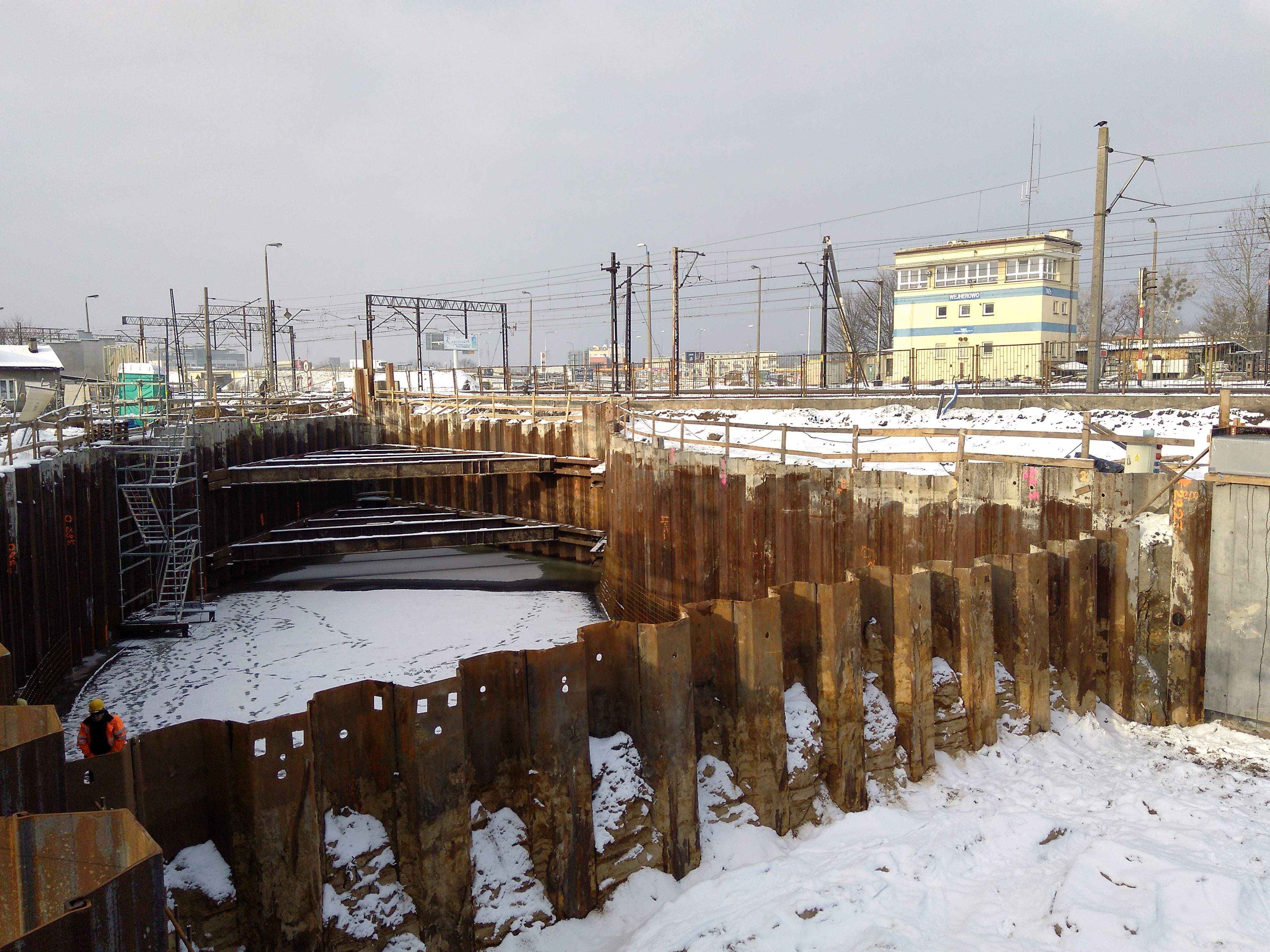
Plac budowy Węzła Wejherowo (Kwiatowa)